# Laurent Blanc
Pour les articles homonymes, voir Blanc (homonymie).
Laurent Blanc né le 19 novembre 1965 à Alès (Gard), est un footballeur international français évoluant au poste de milieu de terrain puis libéro, devenu entraîneur.
Surnommé le Président, Laurent Blanc est un défenseur au profil très offensif qui est formé à l'origine comme meneur de jeu au Montpellier HSC où il reste huit saisons et remporte la Coupe de France en 1990. Il évolue ensuite au SSC Naples, au Nîmes Olympique, à l'AS Saint-Étienne sans succès avant de rejoindre l'AJ Auxerre avec laquelle il remporte en 1996, le championnat de France et la Coupe de France et qui lui permet de rejoindre le FC Barcelone où il remporte la Coupe d'Europe des vainqueurs de coupe en 1997. Il signe à l'Olympique de Marseille où il est finaliste de la Ligue Europa en 1999 puis à l'Inter Milan avant de terminer sa carrière à Manchester United sur un titre de champion d'Angleterre en 2003.
Vainqueur du championnat d'Europe espoirs 1988 aux côtés de Bruno Martini, d'Éric Cantona et de Franck Sauzée, il devient au milieu des années 90, l'un des cadres de l'équipe de France aux côtés de Bixente Lizarazu, Marcel Desailly et Lilian Thuram avec lesquels il remporte la Coupe du monde 1998 et le championnat d'Europe 2000.
Après sa carrière de joueur, il poursuit en 2007, une carrière d'entraîneur aux Girondins de Bordeaux où il remporte en 2009, le Championnat de France, la Coupe de la Ligue et le Trophée des champions. En mai 2010, il est désigné par la Fédération française de football pour succéder à Raymond Domenech en tant que sélectionneur de l'équipe de France après la Coupe du monde en Afrique du Sud mais quitte ses fonctions deux ans plus tard après le quart de finale perdu lors de l'Euro 2012. En 2013, il devient l'entraîneur du Paris Saint-Germain avec lequel il remporte notamment la Ligue 1 en 2014, 2015 et 2016 et en remportant en 2015 un quadruplé historique (Ligue 1, Coupe de France, Coupe de la Ligue et Trophée des champions).

## Biographie

### Carrière de joueur

#### Enfance et formation dans le sud
Laurent Blanc naît le 19 novembre 1965 à Alès. Il est le fils de Gilbert et Yvonne et troisième enfant du couple après Clément et Sylvie. Il grandit à Rousson, village du Gard au pied des Cévennes où Gilbert est salarié de Poulenc, à dix kilomètres d'Alès. Le père est fan de football et joue pendant seize ans à l'Olympique alésien en tant qu'amateur de deuxième division. Perpétuellement collé aux basques de son paternel, Laurent découvre le football dans son village. Chaque Noël, l'enfant reçoit des chaussures ou des ballons de football qu'il use jusqu'au bout avant de les repeindre. Tandis que son père joue avec l'équipe première de l'AS Rousson, Laurent intègre la section débutants. En pupille, il évolue au poste d'attaquant.
En 1978, Laurent Blanc rejoint l'Olympique d'Alès en Cévennes car l'AS Rousson n'aligne pas d'équipes minimes. Dans ce club familial, l'entraîneur passe le prendre à son domicile et le ramène ensuite. Le rythme s'intensifie et le collégien de Salindres doit désormais endurer trois entraînements par semaine. À l'OAC, Blanc endosse le rôle de leader naturel grâce à sa valeur et au fait qu'il fasse gagner certains matchs à lui tout seul. Sa faculté à éclairer le jeu et son jeu de passes compense alors un brin de nonchalance qui l'invite à éviter les séances de condition physique. Le jeune flambe au stade Nelson-Mandela et glane ses premières sélections départementales et régionales. Gilbert Boissier, son éducateur en Minimes 2 et cadet déclare que Blanc « inscrit 42 buts en cadet 2 dont trente de la tête ». Sous les couleurs de l'OAC, il s'offre la Coupe Gard-Lozère en dominant le Nîmes Olympique. L'attaquant aux cheveux frisés cartonne lors de la Coupe nationale des cadets disputée à l'INF Vichy et se distingue suffisamment avec la sélection Languedoc-Roussillon pour être courtisé par plusieurs clubs professionnels.
Raymond Hild et le RC Strasbourg font le forcing mais jugé trop éloigné. Le Nîmes et le Montpellier HSC, clubs de D2, sont également intéressés. Gilbert Blanc connaît Gérard Banide et Laurent s'envole pour l'AS Monaco. Au bout d'un stage de cinq jours, les entraîneurs de l'ASM hésitent, le trouvent trop chétif. Cela arrange l'adolescent, réticent à s'éloigner de son Gard natal. Il intègre donc le centre de formation du Montpellier HSC et reste ainsi à une poignée de kilomètres des siens. Il découvre des installations toutes neuves et retrouve ses coéquipiers de la sélection régionale : Franck Passi, Pascal Baills et Jean-Yves Hours, ami de Salindres. Lors de la saison 1982-1983, Blanc dispute quelques matchs de Coupe Gambardella mais effectue ses armes en Division d'Honneur au milieu de terrain, à la fois milieu défensif et relayeur. À cette époque, il grandit de dix centimètres, prend autant de kilos et enfile son premier maillot bleu avec l'équipe de France juniors. Malgré des facilités en classe, il renonce à une terminale F1. Le football devient une option professionnelle sérieuse et, lors du second semestre, il intègre l'équipe réserve montpelliéraine. Le 1er avril 1983, contre l'US Montélimar, il heurte violemment son coéquipier Passi en voulant dégager un ballon et se fracture la mâchoire. Il doit être opéré et avale ses repas à la paille jusqu'à la fin de saison.

#### Débuts en D2 au Montpellier HSC (1983-1987)

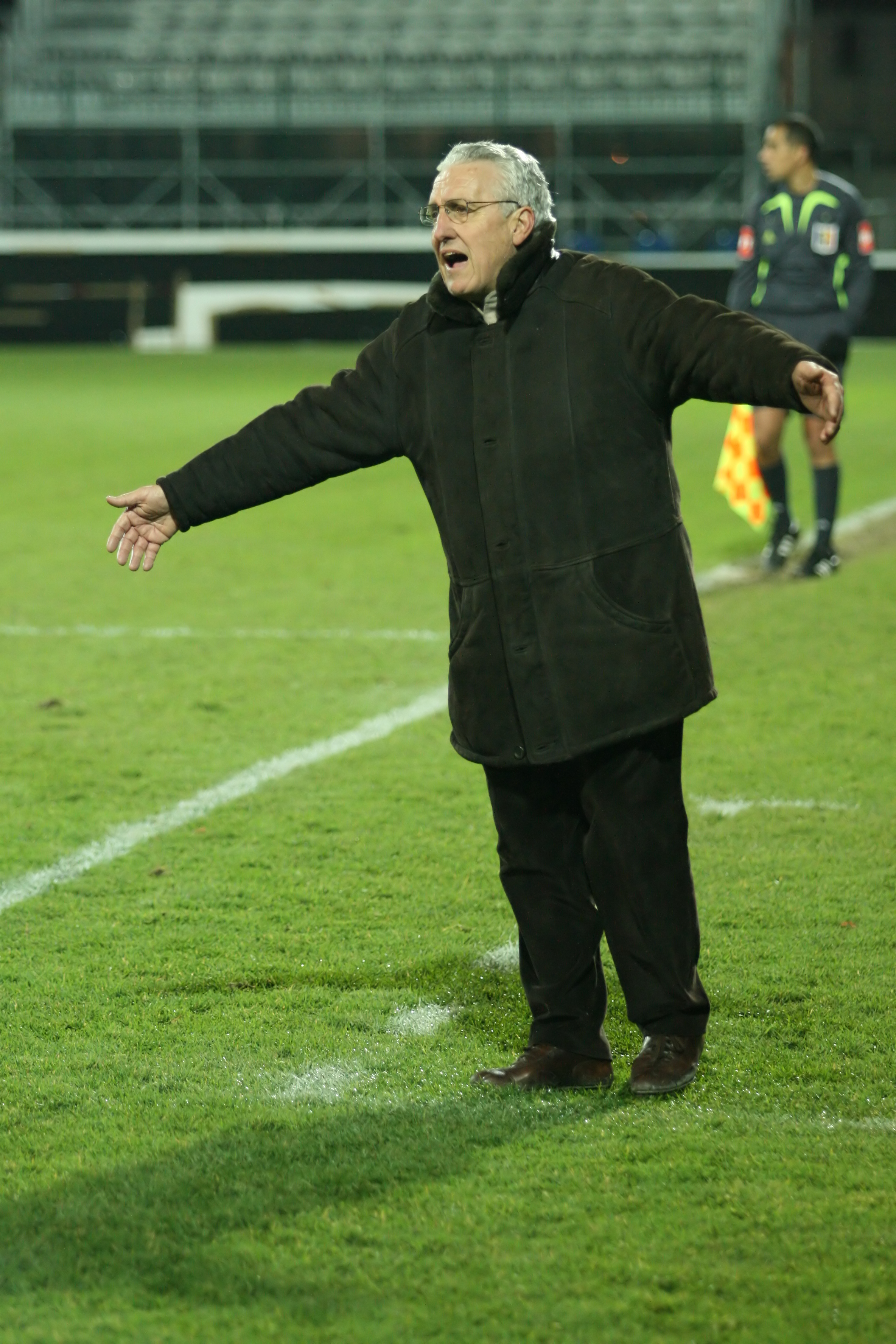
Robert Nouzaret (ici en 2007) fait débuter Blanc en professionnel.

À la rentrée 1983, Laurent Blanc est intégré par Robert Nouzaret en équipe première. En septembre 1983, Blanc débute en Division 2 à Grenoble (0-0). L'essai est concluant, il s'installe dans le groupe au milieu de joueurs plus expérimentés et réussit à se faire une petite place au sein du onze du MHSC en accumulant vingt rencontres de D2. Il prend part au bon championnat réalisé par son équipe à la suite de sa cinquième place finale acquise dans le groupe A à quatre points du podium synonyme de disputer les barrages d'accession à l'élite. En parallèle de son temps de jeu acquis en seconde division, il atteint la finale de la Coupe Gambardella avec l'équipe des jeunes héraultais, qu'il perd aux tirs au but contre le Stade lavallois (0-0 tab) après s'être vu refuser un but.
Pour la saison 1984-1985, Blanc devient titulaire indiscutable au même titre que ses amis Baills et Passi ce qui lui vaut de réaliser un bon championnat avec 32 matchs de joués sur les 34 journées possibles tout en inscrivant ses cinq premiers buts professionnels. Les Héraultais sont à deux doigts d'arracher une place sur le podium dans le groupe B mais ils leur manquent un point.
Afin de réussir à accéder à la D1, la direction de Montpellier procède à un important recrutement. Malgré ces renforts, la saison 1985-1986 débute mal avec quatre défaites en sept matchs. L'équipe redresse la barre par la suite pour finir cinquième du groupe A ratant une nouvelle fois le podium d'un point. Laurent Blanc est bien installé dans l'équipe type du MHSC au point d'enregistrer trente rencontres pour six buts.
Pendant l'été 1986, le président montpelliérain Louis Nicollin persiste dans un recrutement d'expérience. Ensuite il faut attendre cinq journées pour que les nouvelles recrues soient adaptées afin que le MHSC prenne sa vitesse de croisière pour prendre la tête du groupe B et ne plus la quitter jusqu'à la fin de la saison 1986-1987. Les Héraultais valident leur ticket direct pour l'élite avec quatre points d'avance sur le second tout en ayant la meilleure attaque de toute la D2 avec 73 buts marqués. Le natif d'Alès et ses coéquipiers s'offrent le titre de champion de France de D2 en battant l'autre premier, Niort, sur le score cumulé de 4-1. Pendant cette année, Blanc ne rate aucune journée de championnat et trouve à 18 reprises le chemin des filets adverses tout comme son compère Milla. Sous les couleurs montpelliéraines, il dispute cinq saisons de D2 (110 matchs et 29 buts).

#### Confirmation en première division avec le MHSC (1987-1991)
Au printemps 1987, le MHSC est champion de D2, stimulé par un Blanc auteur de 18 buts, autant que Roger Milla alors attaquant vedette du club. Le 18 juillet, sous la houlette de Pierre Mosca, l'enfant de Rousson découvre la Division 1 à Toulouse (défaite 1-3). La semaine suivante, il inscrit son premier but en première division contre le Paris SG (4-1).
Malgré deux claquages à la cuisse droite et une déchirure à la gauche qui lui font perdre une année, en septembre 1988, il découvre la Coupe UEFA face au Benfica Lisbonne (0-3) avant d'être sacré champion d'Europe espoirs à domicile.

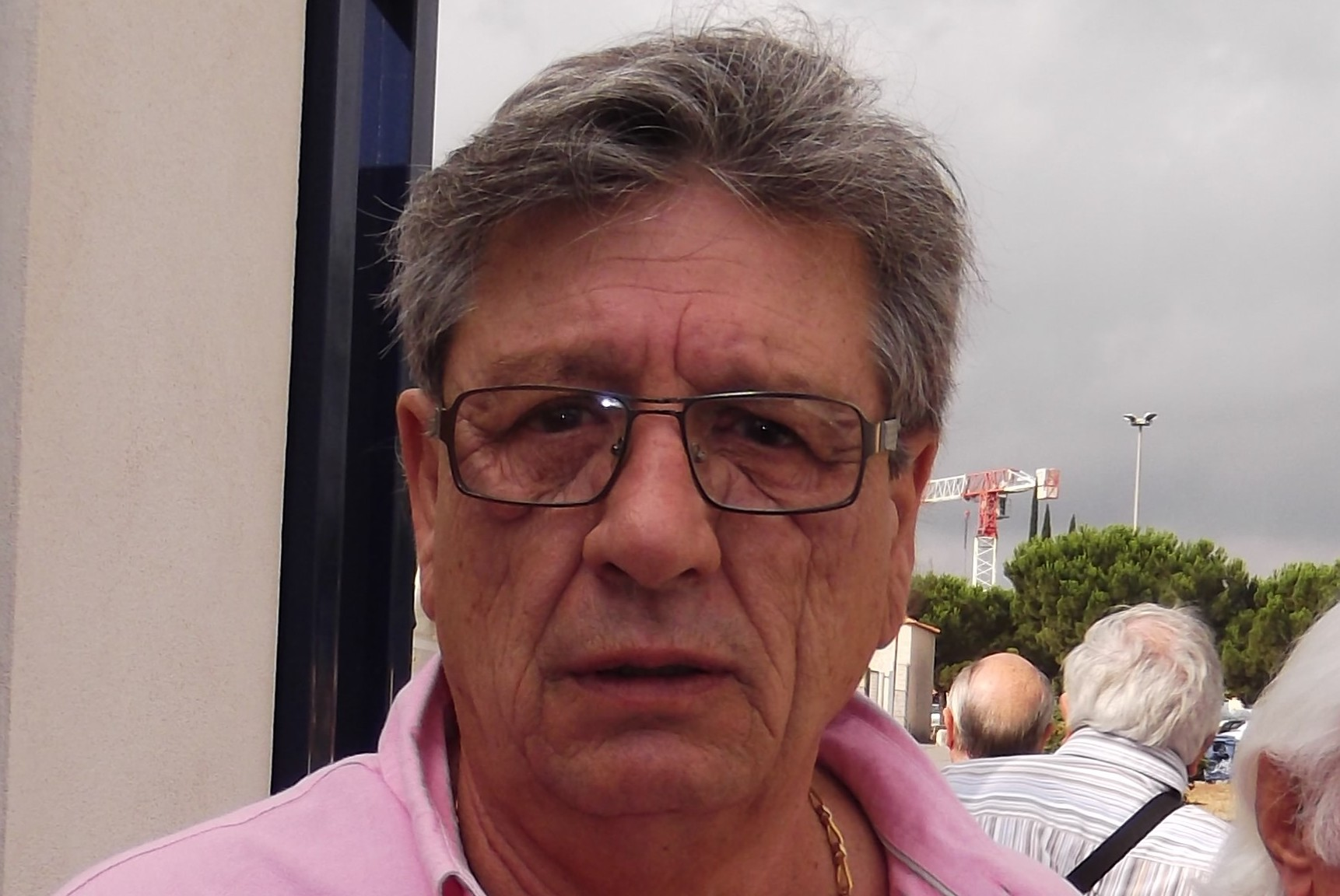
Michel Mézy (ici en 2013) est le premier à reculer Blanc en libéro.

Michel Mézy, manager général du MHSC, l'encourage à être encore plus professionnel. Blanc travaille encore plus à l'entraînement, fait de la musculation, suit un régime alimentaire et perd cinq kilos. Cela porte ses fruits, devenu international A en tant que milieu droit, l’encadrement montpelliérain voit son avenir au poste de libéro, un poste que l’intéressé voit trop étriqué pour lui. L'idée de Mézy est mise en pratique en urgence par Aimé Jacquet en octobre 1989. Le futur sélectionneur des Bleus dit être alors tombé sur un mur de la part de Blanc, « il pensait que cette fonction le dévalorisait ». Il est récompensé le 2 juin 1990 en remportant la Coupe de France.
Pendant l'été 1990, Bordeaux fait le forcing pour l'engager mais Louis Nicollin met son véto. Blanc rempile dans l'Hérault avec Henryk Kasperczak, qui ne l’imagine pas ailleurs qu'aux commandes de la défense. L’affrontement est sévère au début mais cela s'avère être la saison de Blanc. Avec un libéro buteur, Montpellier s'offre un parcours en C2 jusqu’en quart-de-finale contre Manchester United. Entre-temps, Blanc gagne sa place au sein de la défense de l'équipe de France et finit meilleur buteur de son club ainsi que troisième du championnat (quatorze buts) attisant les convoitises de toutes parts. Le Bayern Munich, la Sampdoria de Gênes, le Paris SG et surtout l'Olympique de Marseille veulent l'engager, mais contre toute attente Blanc choisit le SSC Naples et devient le premier joueur français à franchir les Alpes depuis Michel Platini en 1982.
En 1999, à l'occasion des vingt-cinq ans de Louis Nicollin à la tête du club, un jury de spécialistes a désigné le « onze idéal » du Montpellier Hérault de 1974 à 1999. Le joueur à avoir recueilli le plus de voix est Laurent Blanc (266 points), aussi recordman de buts marqués pour le club, devant Julio César (128) et Roger Milla (117).

#### Exil en Italie, puis retour en France
Laurent Blanc découvre la Serie A le 1er septembre 1991 face à l'Atalanta Bergame (1-0) et s'impose naturellement (31 matchs et six buts). Pourtant le Gardois tourne les talons dès la fin de saison. « Je suis arrivé en Italie avec l'idée qu'un libéro n'était pas uniquement un défenseur. Mon message a eu du mal à passer ». Il décide alors de revenir en France pour garder le contact avec les Tricolores de Gérard Houllier. Il déclare en 1999 : « Sans le savoir, je m'engage pour trois années de galère ».
Blanc marche au coup de cœur et cède à un retour anticipé dans le Gard où il revêt le maillot du Nîmes Olympique, à 45 kilomètres de sa ville natale. Laurent Blanc retrouve Michel Mézy et est le capitaine d'une défense qui encaisse 66 buts. Le club est relégué et, malgré une promesse d'achat, l'Olympique de Marseille fraîchement champion d'Europe, lui tourne le dos.
Laurent Blanc atterrit à l'AS Saint-Étienne. Il réalise un premier exercice plus que correct avec 33 matchs pour cinq buts tout en classant l'ASSE au onzième rang du classement. Il retrouve toute son efficacité défensive et offensive lors de l'exercice suivante (treize buts en 37 rencontres) pour finir huitième meilleur buteur de la D1 ex-aequo. Malheureusement en pure perte, car les Verts sombrent au classement, ne devant leur maintien qu'à la décision de la Ligue de ne pas faire remonter l'OM.

#### Relance à Auxerre et rebond au Barça puis Marseille

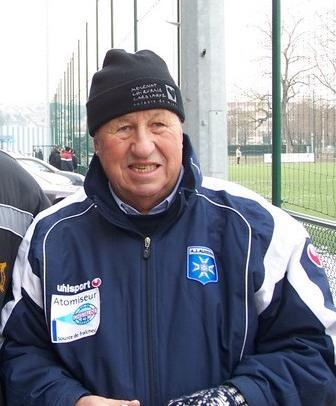
Guy Roux fait renaître Blanc à l'AJA.

Guy Roux, entraîneur de l'AJ Auxerre vient alors le chercher à Gordes dans le Vaucluse où il est en stage avec les Verts pour le recruter. Le prêt est bouclé en une journée et le soir même, les deux hommes mangent ensemble à Auxerre. Pourtant, dans l'Yonne, les pépins continuent. Blanc commence par quatre mois d’infirmerie. Il revient en janvier 1996 alors que l'AJA compte quatre points de retard sur le PSG en tête du championnat. Mais la saison se termine en apothéose avec le doublé Coupe-Championnat. Relancé, Blanc retrouve sa place en équipe de France pour l'Euro 1996, s'impose comme le meilleur joueur français du tournoi et signe pour le FC Barcelone dans la foulée.
Sa deuxième tentative étrangère ne s'avère pas aussi concluante que prévu. Il est recruté par l'entraîneur néerlandais Johan Cruyff, qui est remercié le jour même de la signature du contrat. Il remporte fin août la Supercoupe d'Espagne face à l'Atletico Madrid, mais une blessure perturbe ses débuts en Liga. Il parvient tout de même rapidement à décrocher une place de titulaire au sein de la défense catalane. La seconde partie de saison est plus délicate avec un carton rouge en quart de finale de Coupe des coupes, puis une blessure le prive du Clásico contre le Real Madrid et de la finale de la C2 face au PSG. Il ne dispute pas non plus la finale de la Coupe d'Espagne, remportée 3-2 contre le Betis Séville. Malgré 28 matchs de championnat, 5 matchs européens et 4 matchs de coupe, Laurent Blanc n'est pas le titulaire indiscutable qu'il se doit d'être à un an de la Coupe du monde 1998. À la fin de la saison, Louis van Gaal arrive et Blanc décide de partir pour ne pas laisser filer une aventure qui lui est chère.

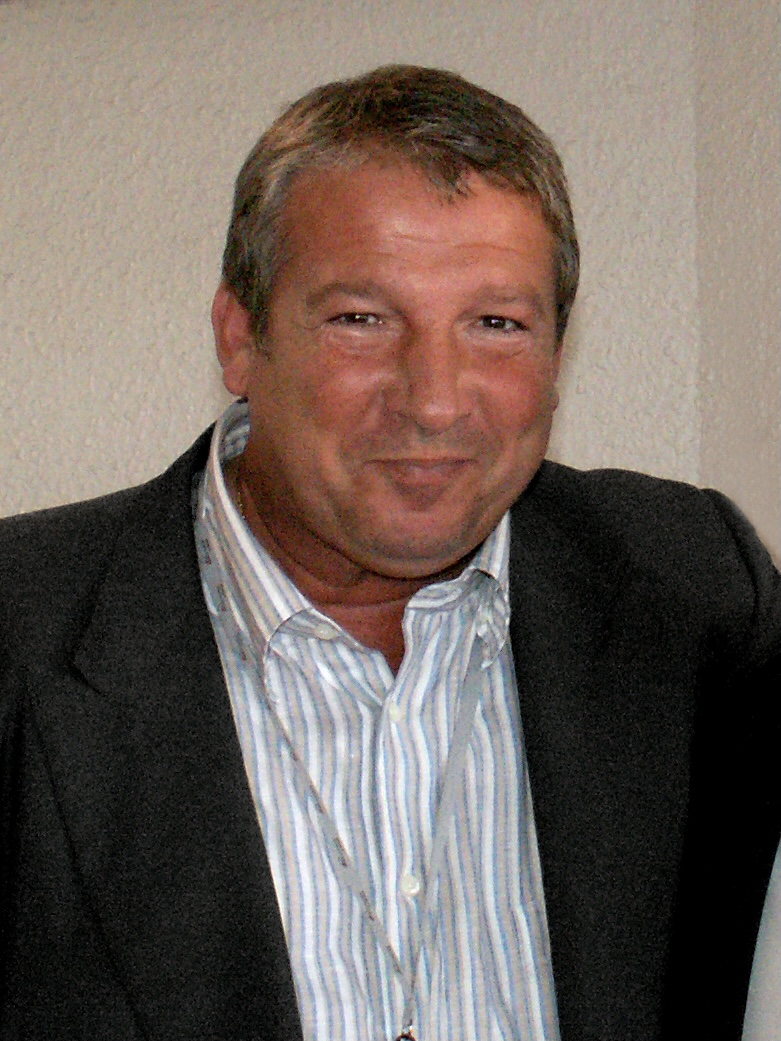
Rolland Courbis fait rebondir Blanc à l'OM.

À l'été 1997, il revient une seconde fois en France, à l'Olympique de Marseille. Blanc déclare à son arrivée : « J'ai toujours eu le désir d'y jouer (à l'OM). C'est un club qui m'attire depuis longtemps ». La proposition sportive, contractuelle et financière est intéressante et la discussion avec Rolland Courbis déterminante. Intronisé capitaine dès son arrivée, il inscrit deux des trois buts face au Havre (3-1) au Vélodrome lors de la première journée. Contre Lens fin août 1997, il s'offre le centième but de sa carrière professionnelle, quelques jours avant la naissance de son second fils. Adulé par les supporters marseillais, Laurent Blanc est alors considéré comme un libéro d'exception confirmant match après match qu'il est l'un des meilleurs à ce poste. Refusant de confesser un rôle de leader, l'OM connaît une baisse de résultat lors de l'absence pour blessure de son capitaine en fin de championnat. Auteur de onze buts, il est le meilleur buteur olympien lors de cette saison 1997-1998. À défaut d'avoir qualifié l'équipe en C1, il guide le club vers une qualification en Coupe de l'UEFA que les Marseillais attendent depuis quatre ans.
C'est à cette époque qu'il gagne le surnom de « Président ». Il marque seulement deux buts en 1998-1999 mais reste solide en défense, d'ailleurs à chacune de ses deux saisons phocéennes, l'Olympique de Marseille a la meilleure défense du championnat (27 buts encaissés en 1998 et 28 en 1999). En 1999, après la conquête de la Coupe du monde et la finale perdue avec l'OM en Coupe UEFA, il repart une nouvelle fois à l'étranger. En effet, après la finale de C3, Blanc apprend que Courbis ne compte plus sur lui. « J'ai dû convoquer la presse pour lever l'incompréhension et dire aux supporters que, moi, j'étais venu à l'OM pour y terminer ma carrière ». L'OM engage Eduardo Berizzo et Blanc, déçu, atterrit à Milan.
En 2022, le magazine So Foot le classe dans le top 1000 des meilleurs joueurs du championnat de France, à la 46e place.

#### Fin de carrière à l'Inter puis Manchester
Pendant l'été 1999, Laurent Blanc tente une troisième fois une expérience à l'étranger. L'Inter Milan accepte de miser vingt millions de francs (environ 3 millions €) sur le « Président » pour renforcer sa défense centrale. L'ancien du MHSC s'impose comme un titulaire indiscutable au sein du onze intériste en ne ratant aucune journée du Calcio tout en marquant trois buts. L'Inter effectue une bonne année 1999-2000 en arrachant une quatrième place en championnat avec une qualification pour le tour préliminaire de la Ligue des champions suivante à la clé, sans oublier la finale de Coupe d'Italie perdue 2-1 score cumulé contre la Lazio de Rome, auteur d'un doublé coupe-championnat.
Pour la saison 2000-2001, l'ancien Nîmois est encore l'un des pions essentiels de l'Inter, malgré ses 35 ans, en totalisant 44 matchs pour trois buts toutes compétitions confondues. L'équipe se contente d'une cinquième place dans le Calcio. En coupe d'Europe, Blanc ne découvre toujours pas la C1, puisque l'Inter se fait éliminer lors du troisième tour préliminaire contre Helsingborgs IF (0-1 et 0-0). Reversé en Coupe UEFA, les Milanais perdent en huitièmes de finale 5-3 score cumulé contre le Deportivo Alavès, futur finaliste.

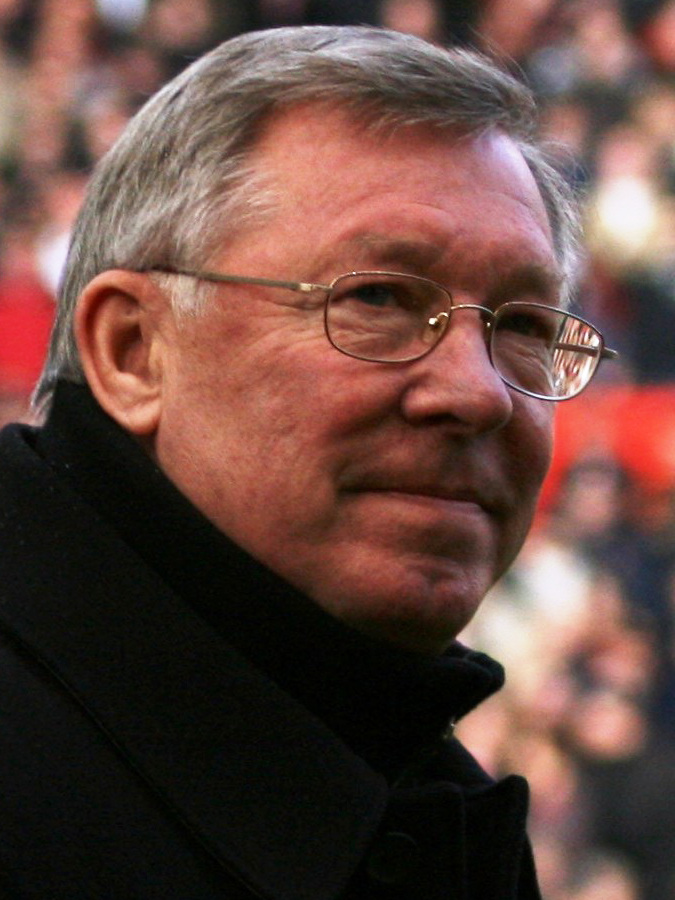
Alex Ferguson fait confiance à Blanc malgré ses 36 ans et lui fait enfin découvrir la C1.

Alex Ferguson, l'entraîneur emblématique de Manchester United, n'hésite pas à miser sur le défenseur français, malgré ses 36 ans, pour renforcer sa défense et surtout apporter sa grande expérience du haut niveau. En arrivant chez les Red Devils, Blanc n'est pas dépaysé du fait qu'il retrouve ses compatriotes Fabien Barthez et Mickaël Silvestre. Il dispute la saison 2001-2002 dans la peau d'un titulaire et est un des éléments indispensables de la formation mancunienne qui finit troisième en Premier League et atteint les demi-finales de la Ligue des champions contre le Bayer Leverkusen 3-3 score cumulé, futur finaliste. Blanc joue pour la première fois cette compétition alors qu'il est au crépuscule de sa carrière. Le 18 septembre 2001, c'est chose faite contre LOSC Lille (1-0). Quelques mois plus tard, il inscrit son premier but contre Boavista.
Avec l'arrivée de Rio Ferdinand et à son âge, le temps de jeu de Blanc diminue mais il réussit quand même à accumuler 29 matchs pour un but toutes compétitions confondues. Ses statistiques lui permettent tout de même d'inscrire un titre de champion d'Angleterre, tout en ayant la meilleure défense avec 34 buts d'encaissés. Il participe aussi au bon parcours des Red Devils en Ligue des champions : quart de finale perdu 6-5 score cumulé contre le Real Madrid CF ; et en coupe de la Ligue : défaite 2-0 en finale contre Liverpool FC. Au terme de l'exercice, à pratiquement 38 ans, il décide de mettre un terme définitif à une carrière qui dure vingt années.

#### L’équipe de France (1989-2000)

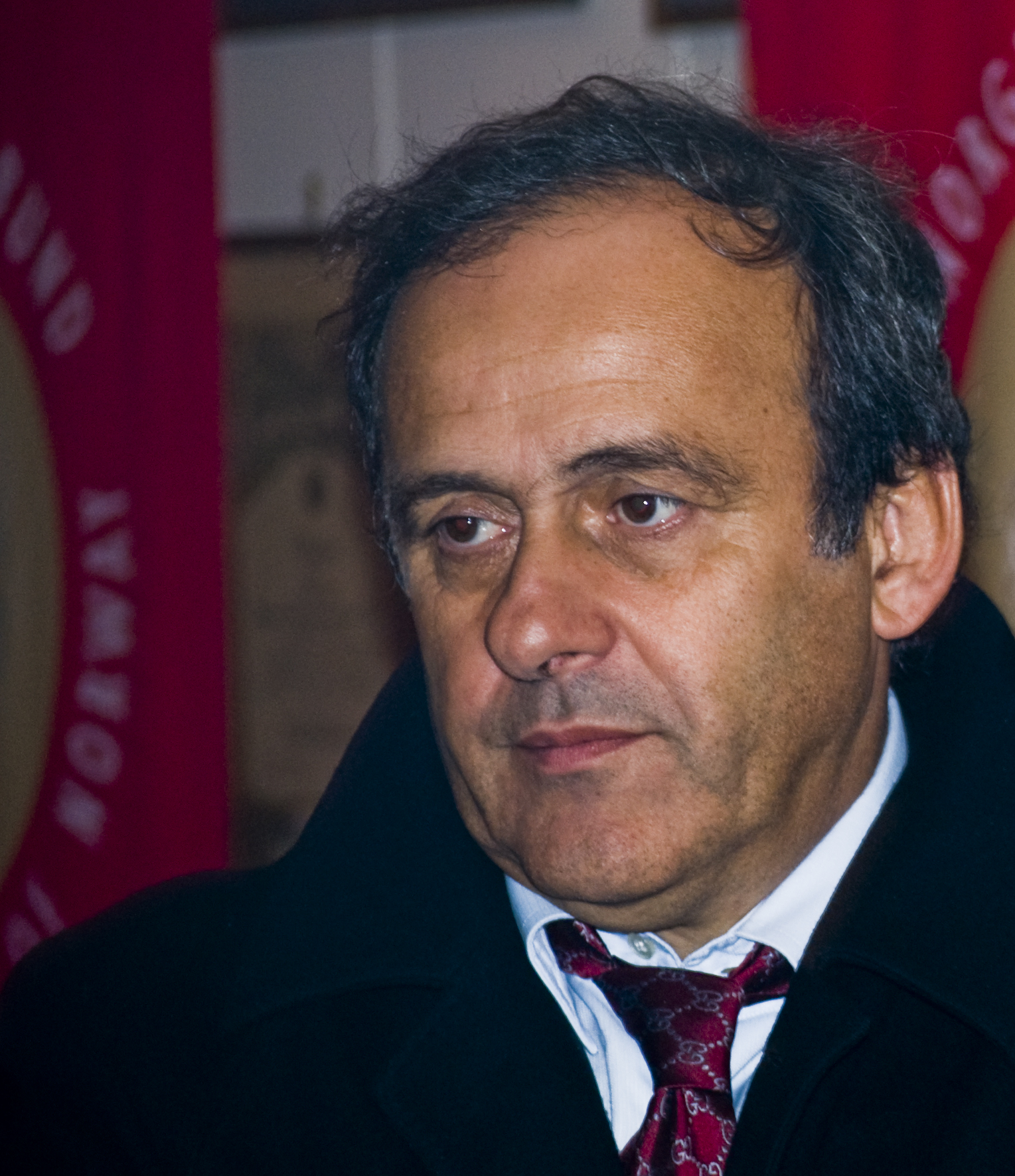
Michel Platini fait débuter Blanc en équipe de France.

Lors de la saison 1982-1983, Laurent Blanc endosse son premier maillot bleu avec les juniors de Gabriel Robert à Leningrad, à ses côtés se trouvent Éric Cantona et Franck Sauzée. Laurent Blanc remporte le championnat d'Europe Espoirs avec les Bleuets, à ce jour la seule ligne à son palmarès. Dans une épreuve qui se déroule sur des matchs aller-retour dans les pays respectifs, les joueurs de Marc Bourrier se hissent jusqu’en finale. Opposés à la Grèce, ils font match nul à l’extérieur (0-0) avant de gagner à Besançon (3-0). Parmi Jocelyn Angloma, Bernard Casoni, Christophe Galtier, Vincent Guérin, Sauzée et Cantona, Laurent Blanc occupe le poste de meneur de jeu. Le tout avec une âme de capitaine qui commence déjà à se dessiner.
L'année suivante, Michel Platini fait appel à lui à l'occasion de son second match à la tête de l'équipe de France A, le 7 février 1989, contre la sélection de la république d'Irlande (0-0). À Dublin, il commence sa longue carrière avec les Bleus comme milieu droit. Cette sélection française en reconstruction ne peut se qualifier pour le Mondial 1990.
Replacé au poste de libéro avec le Montpellier HSC, c'est dans ce rôle qu'il s'impose définitivement aussi en équipe de France le 13 octobre 1990 contre la Tchécoslovaquie. Quatre mois plus tard, il scelle la victoire des Tricolores sur l'Espagne (3-1). Les Bleus alignent une impressionnante série de 19 matchs sans défaite dont 8 victoires en 8 rencontres pendant la phase de qualification pour l'Euro 1992, ce qui en fait un des favoris pour la phase finale, mais durant laquelle Blanc et les siens se font sortir au premier tour, après deux nuls contre la Suède (1-1) et l'Angleterre (0-0) et une défaite (2-1) contre les futurs vainqueurs de l'épreuve : le Danemark. Laurent Blanc fait partie de l'équipe type de l'UEFA pour cette compétition.

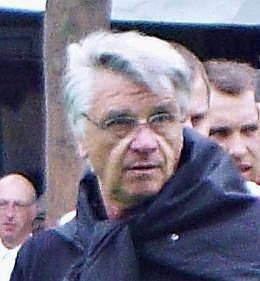
Aime Jacquet fait de Blanc un des cadres des Bleus.

À l'issue du fiasco des éliminatoires pour la Coupe du monde 1994 et de la défaite contre la Bulgarie (2-1), Laurent Blanc, peu épargné par les critiques, annonce qu'il renonce désormais à l'équipe de France. L'une des priorités d'Aimé Jacquet, le nouveau sélectionneur national, est de faire revenir Blanc sur cette décision, ce qui est fait au printemps. Blanc devient l'un des joueurs les plus importants des Bleus de Jacquet, que ce soit sur et en dehors du terrain.

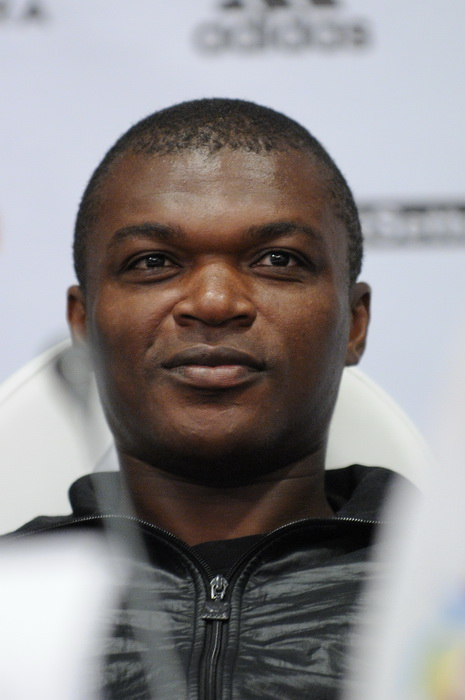
Blanc forme avec Marcel Desailly la défense centrale sacrée en 1998 et 2000.

À l'Euro 1996, Blanc et les Bleus dont il est le patron de la défense écartent la Roumanie et les Pays-Bas mais cèdent en demi-finale contre la République tchèque (0-0 tab 5-6), n'encaissant que deux buts en cinq rencontres. Il s'agit de la naissance de la grande équipe qui devient championne du monde deux ans plus tard.
Titulaire pour la Coupe du monde 1998 en France, Laurent Blanc dirige la meilleure défense de la compétition en plus d'être l'autre leader de l'équipe avec Didier Deschamps en ayant une influence déterminante par son calme et sa facilité balle au pied. Il est décisif lors du huitième-de-finale face au Paraguay. À la 114e minute du match, le libéro marseillais reste aux avant-poste malgré Marcel Desailly qui l'exhorte de reprendre sa place. Blanc profite d'une remise de David Trezeguet et ajuste José Luis Chilavert pour offrir le but en or et la qualifications en quart-de-finale aux Bleus. Seule ombre au tableau : son expulsion contre la Croatie en demie qui le prive de la finale. Il reçoit un carton rouge pour avoir supposément giflé le joueur croate Slaven Bilić à la suite d'un accrochage entre les deux joueurs. Un ralenti d'un autre angle montre qu'il touche en réalité le torse du Croate. Cette sanction est une des grandes déceptions de sa carrière et est vécue par les supporters et ses équipiers comme une injustice, Laurent Blanc ayant une réputation de joueur fair-play. Parmi les images fortes de la Coupe du monde 1998, en France, il en est une qui reste gravée dans les esprits des supporters français : lorsque Laurent Blanc, avant chaque match, embrasse la tête rasée de Fabien Barthez. Ce geste rituel est attendu par tous au fur et à mesure de l'avancée de la compétition.
En 2000, il participe également à la victoire à l'Euro en inscrivant par ailleurs un but lors du premier match des Bleus face au Danemark. Parfois critiqué lors des matchs de qualifications où l'on stigmatise son âge et son manque de vitesse, il reste solide et fiable en défense centrale lors de la phase finale et ne laisse pas échapper le titre. Il est même sélectionné dans l'équipe type du tournoi. À l'issue du tournoi, il annonce sa retraite internationale, comme son capitaine Deschamps. Au cours de sa carrière en Bleus, il a marqué 16 buts, ce qui est un record pour un défenseur.

### Carrière d'entraîneur

#### Girondins de Bordeaux (2007-2010)

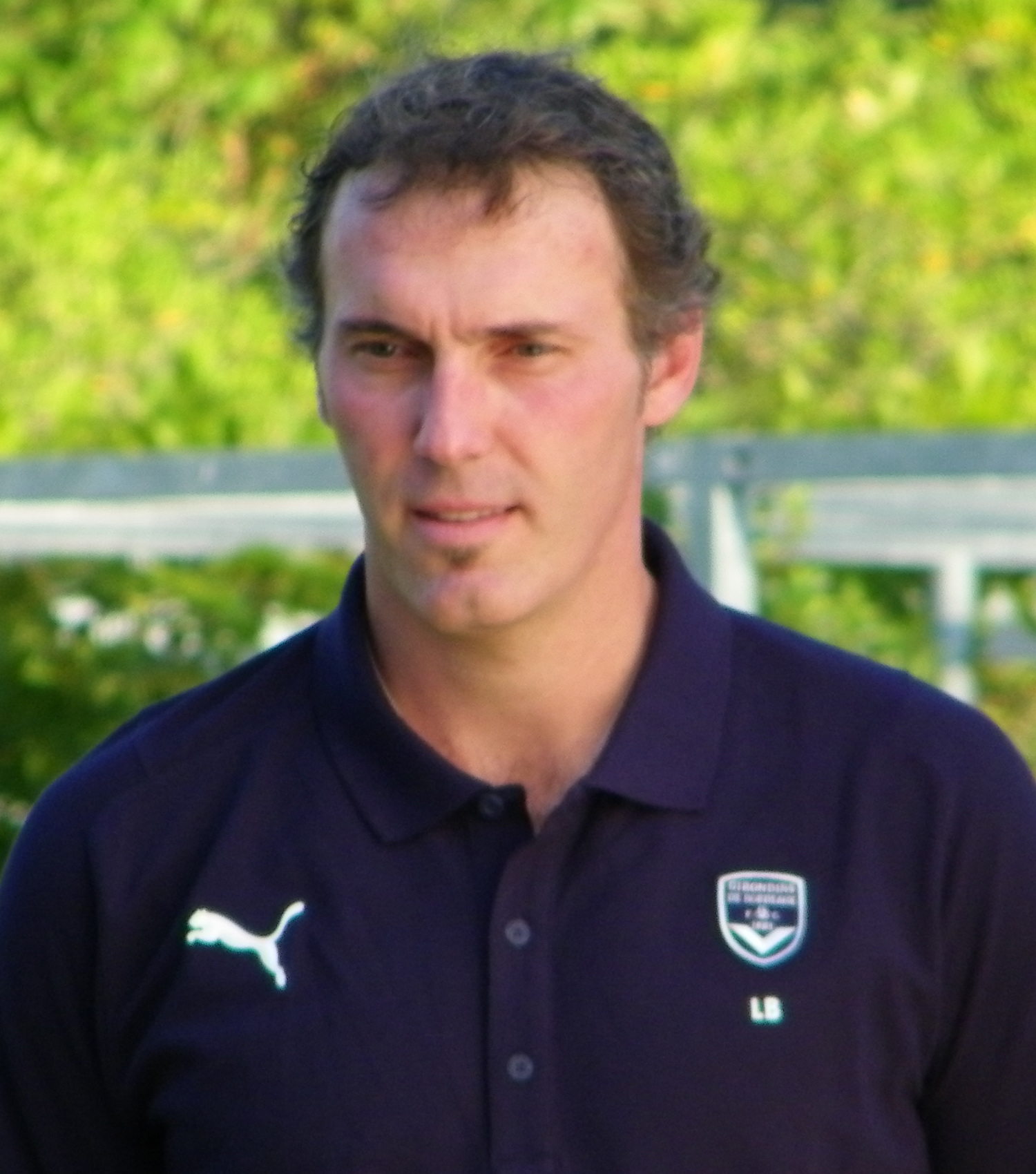
Laurent Blanc, en tant qu'entraîneur des Girondins de Bordeaux en 2009.

En mai 2006, il obtient le DEPF, plus haut diplôme d'entraîneur en France, après être passé par le Centre de droit et d'économie du sport de Limoges. Blanc souhaite entraîner au plus vite un grand club en sautant l'étape d'entraîner des clubs de plus faible envergure. Ceux-ci hésitent à faire confiance à un homme leader certes, mais inexpérimenté. Après des approches infructueuses de l'OM, ce sont les Girondins de Bordeaux qui lui offrent finalement son premier poste en 2007, en remplacement du Brésilien Ricardo.
Pour sa première saison sur un banc de Ligue 1, Laurent Blanc est distingué. Il remporte le trophée UNFP du football de « meilleur entraîneur de Ligue 1 ».
Avec lui, les Girondins terminent le championnat 2007-2008 à la seconde place.
Après cette première saison réussie, il parvient à faire mieux l'année suivante. Le 31 mai 2009, grâce à la victoire contre Caen, Bordeaux et Laurent Blanc deviennent Champion de France, dix ans après leur dernier sacre, mettant ainsi fin au règne de l'Olympique lyonnais qui perdurait depuis 2002.
Sa troisième année débute sur d'excellents résultats. En championnat, le club s'empare rapidement de la première place, et compte neuf points d'avance sur le deuxième quand arrive la trêve hivernale. En Ligue des champions, le club se qualifie brillamment pour les huitièmes de finale, en marquant 16 points sur 18 possibles lors des matchs de poules, avec notamment deux victoires contre le Bayern Munich et une victoire et un match nul contre la Juventus de Turin.
La seconde partie de la saison est beaucoup plus difficile. Les Bordelais perdent la finale de la coupe de la Ligue contre l'Olympique de Marseille (3-1). En Ligue des champions, ils remportent laborieusement leur huitième de finale contre l'Olympiakos le Pirée, avant de céder en quarts de finale contre l'Olympique lyonnais. En championnat, ils enchaînent les mauvais résultats, et ne terminent finalement que sixièmes.

#### Sélectionneur de l'équipe de France (2010-2012)

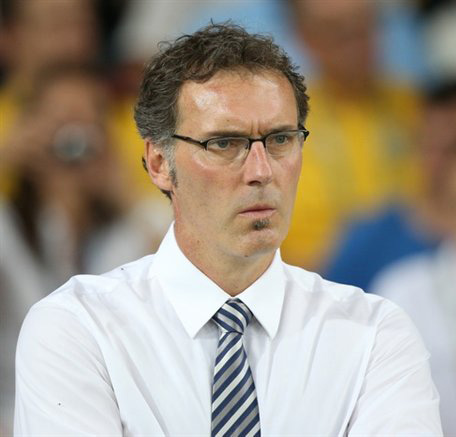
Laurent Blanc lors de l'Euro 2012 contre la Suède.

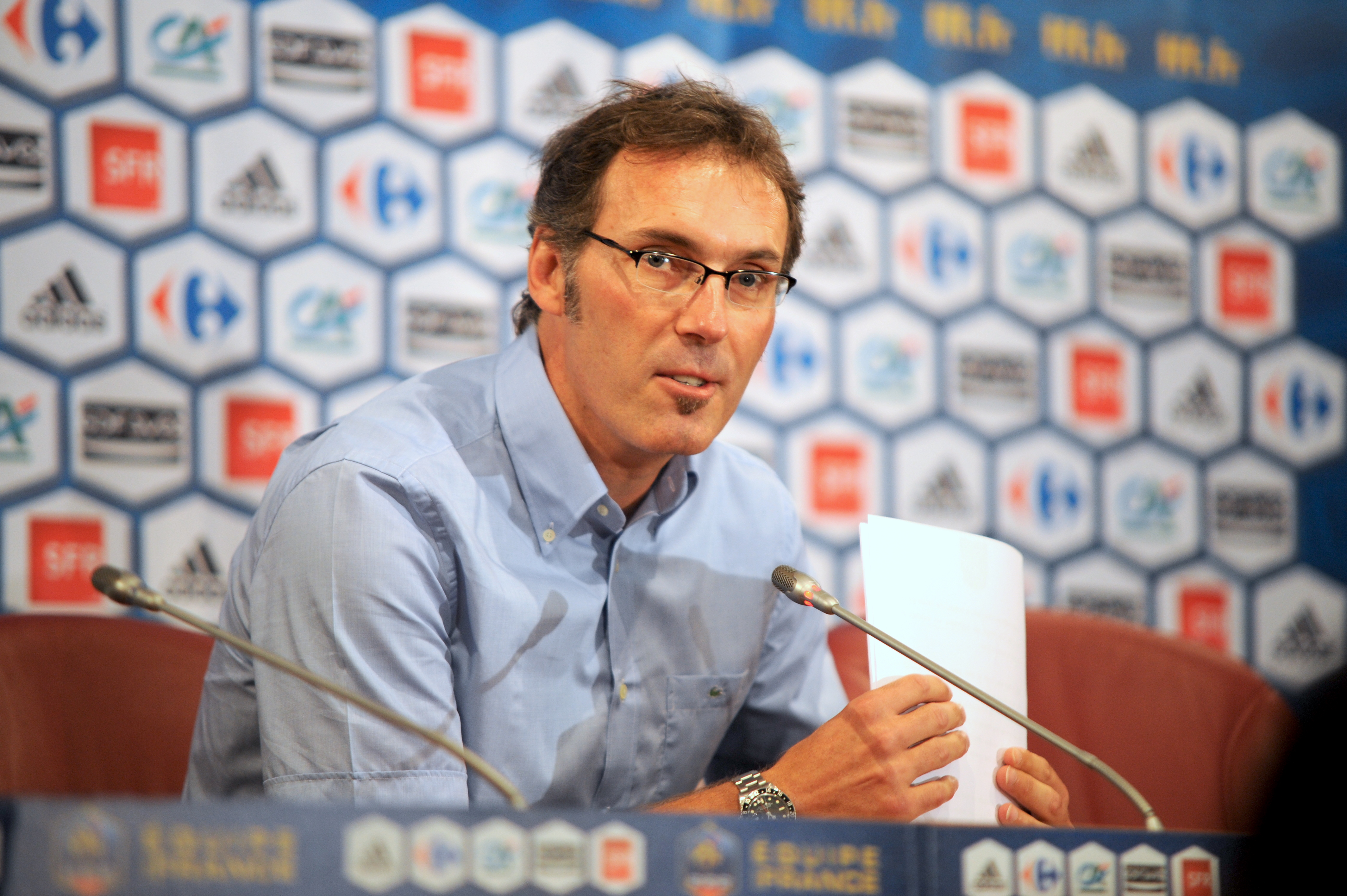
Laurent Blanc, le 06 juillet 2010 au siège de la FFF à Paris, quelques jours après sa nomination au poste de sélectionneur national.

Après l’échec sportif et moral de l'équipe de France lors de la coupe du monde 2010 sous l’ère Raymond Domenech, il succède à celui-ci en prenant ses fonctions de sélectionneur le 2 juillet 2010,.
Le 11 août 2010, Laurent Blanc dispute son premier match sur le banc des Bleus face à la Norvège. Pour cette rencontre, il décide – avec le soutien de la FFF – d’écarter de la sélection les 23 mondialistes. L'équipe de France est défaite 2 buts à 1 (doublé d'Erik Huseklepp qui efface l'ouverture du score française). Dans le cadre des éliminatoires de l’Euro 2012, le 3 septembre, face à la Biélorussie, la France s’incline un but à zéro au Stade de France. Cette deuxième défaite en deux matchs constitue le plus mauvais début d'un sélectionneur depuis Gérard Houllier en 1992. Après cette mauvaise entame, les Bleus réagissent avec une victoire 2 à 0 en Bosnie-Herzégovine, qui est considéré comme le match référence de l'ère Laurent Blanc. Début 2011, après s'être imposé au Luxembourg (2-0) pour les éliminatoires de l’Euro 2012, les Bleus font match nul 0-0 en amical face à la Croatie. Cette rencontre marque les retrouvailles entre Laurent Blanc et le sélectionneur croate Slaven Bilić, qui avait provoqué l'expulsion du « Président » lors de la demi-finale France-Croatie 1998.
En avril 2011, le site Mediapart diffuse, le verbatim complet d'une réunion de travail de la DTN avec notamment Erick Mombaerts, François Blaquart et de nombreux membres de la DTN et accuse Laurent Blanc, sur la base de l'écoute du verbatim complet, de s'être déclaré favorable à l'instauration de quotas sur des critères raciaux lors de cette réunion tenue au sein de la FFF en novembre 2010. Dans un communiqué, il s’excuse s’il a pu heurter la sensibilité de certaines personnes avec l'emploi de termes, sortis de leur contexte, potentiellement équivoques, mais dit ne rien retirer. Il rejette toute accusation de racisme et affirme que la discussion portait sur le problème des joueurs à double nationalité ainsi que sur les modalités de détection et de sélection.
Après une préparation réussie, trois matchs pour trois victoires, Laurent Blanc commence l'Euro en confiance. Lors de l'Euro 2012, l'équipe de France commence par un nul prometteur face l'Angleterre (1-1) mais une première polémique voit le jour avec une insulte de Samir Nasri envers un journaliste de L'Équipe après son but égalisateur. L'équipe de France semble monter en régime contre l'Ukraine, et l'emporte 0-2 portant la série de matchs sans défaite sous l'ère Laurent Blanc à 23. Cette série s'achève face à la Suède où les protégés du sélectionneur se montrent suffisants, n'indiquant aucune volonté d'inverser la tendance face aux coéquipiers de Zlatan Ibrahimović (2-0). Malgré cette performance en dents de scie, Laurent Blanc emmène ses joueurs jusqu'en quart de finale, stade fixé par Noël Le Graët. Mais face aux champions du monde et d'Europe en titre, l'équipe d'Espagne, les Français sont battus 2-0 (doublé de Xabi Alonso) et sont éliminés du tournoi.
À la suite de la compétition, Laurent Blanc annonce le 30 juin 2012 qu'il quitte son poste de sélectionneur de l'équipe de France. Il reste alors une saison sans entraîner.

#### Paris Saint-Germain (2013-2016)

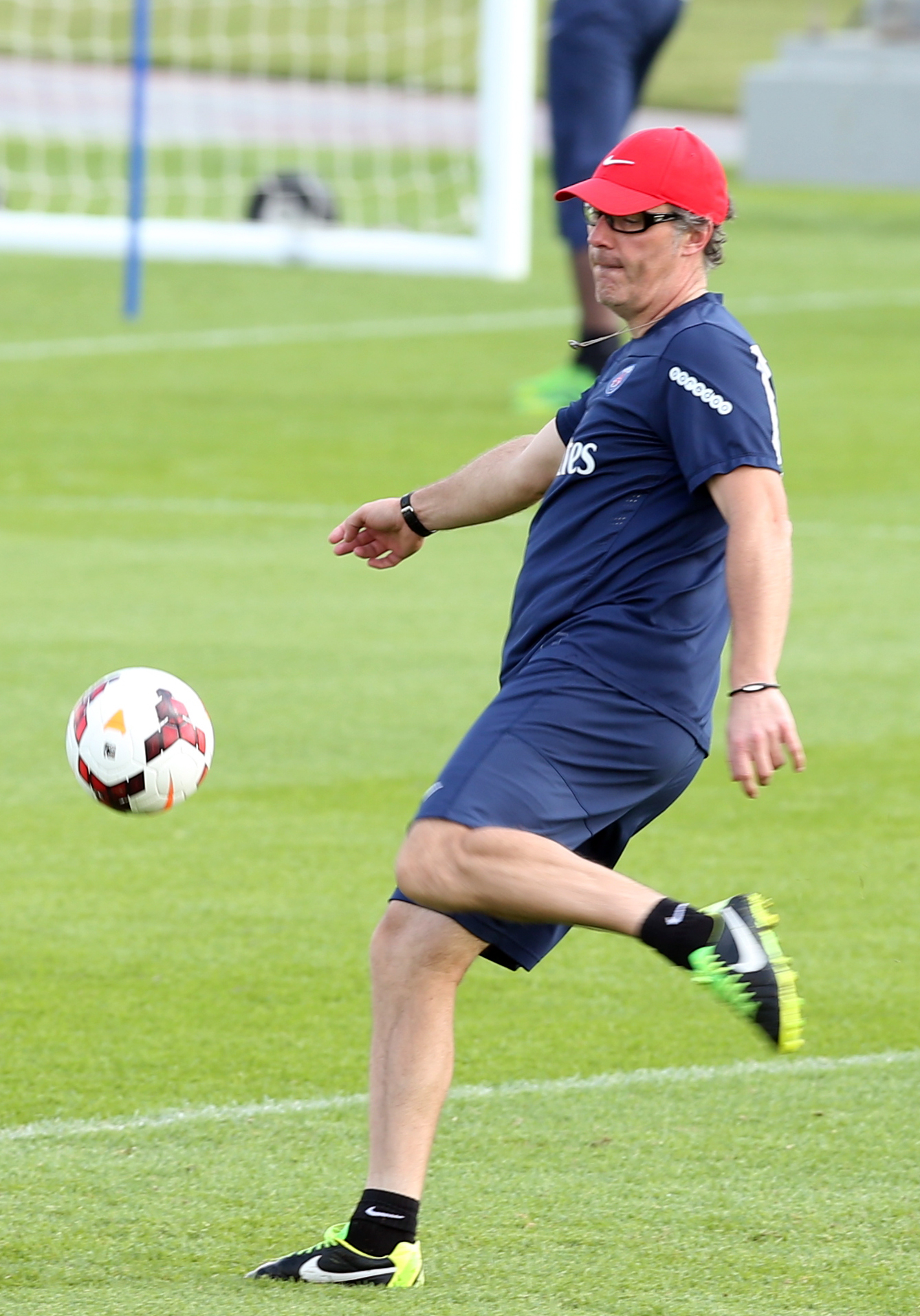
Blanc pendant un entraînement du PSG lors du stage hivernal à Doha en décembre 2013.

Le 25 juin 2013, le Paris Saint-Germain annonce officiellement l'arrivée de Laurent Blanc au poste d'entraîneur pour une durée de deux ans avec prise de fonction le 1er juillet 2013. Il se fixe tout de suite l'objectif de « faire mieux que la saison précédente en termes de titre, de points et de jeu » en se basant sur l'effectif champion de France 2013 ainsi que des recrues telles que Edinson Cavani ou Marquinhos. En août, il remporte son premier titre avec le Paris Saint-Germain en gagnant le Trophée des champions 2013 contre son ancien club, les Girondins de Bordeaux (2-1). Il remporte son premier match en championnat lors de la troisième journée contre le FC Nantes (1-2) puis retrouve la Ligue des champions en septembre 2013 en battant l'Olympiakos (1-4) en Grèce. Il remporte également en octobre 2013 son premier clasico français en battant l'Olympique de Marseille au Stade Vélodrome (1-2). À la trêve hivernale, son équipe est championne d'automne avec 44 points devant l'AS Monaco et première de son groupe en Ligue des champions, donc qualifié pour les huitièmes de finale. Il déclare en décembre 2013 que son équipe « a réalisé une très belle première partie de saison » et souhaite « maintenir ses qualités offensives et encaisser un peu moins de buts »,. Après avoir éliminé le Bayer Leverkusen en huitième de finale de C1,, le PSG effectue une série de huit victoires consécutives entre la 25e et 32e journée. En quart de finale de C1 contre Chelsea, il remporte le match aller (3-1) au Parc des Princes mais est éliminé au retour à Stamford Bridge (0-2). Une dizaine de jours après son élimination en Coupe d'Europe, Blanc remporte la Coupe de la Ligue 2014 en battant l'Olympique lyonnais (1-2). Début mai, le PSG est officiellement champion de France, c'est le quatrième titre de l'histoire du club et le deuxième de la carrière d'entraîneur de Laurent Blanc. Le lendemain, il prolonge son contrat jusqu'en 2016. Le bilan de la première saison de Laurent Blanc est très positif en empochant un doublé national Ligue 1-Coupe de la Ligue ainsi que le Trophée des champions en début de saison. En championnat, le PSG a la meilleure attaque (84) et la meilleure défense (23). Le PSG bat également le record de points (89) détenu par Lyon. L'entraîneur parisien se dit « satisfait du travail effectué par les joueurs et le staff » et juge le bilan de la saison « très positif en termes de points et de jeu ».

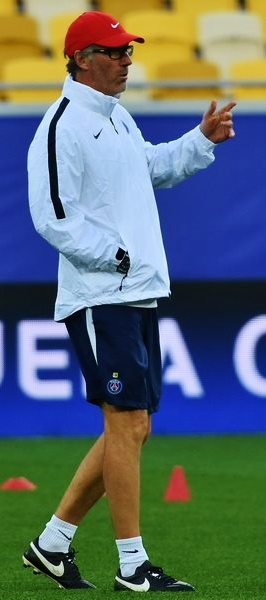
Laurent Blanc en 2015 avec le PSG.

Pendant l'inter-saison, le PSG recrute peu : David Luiz et Serge Aurier sont les seuls nouveaux joueurs. Laurent Blanc conserve ainsi une grande partie de son effectif. Pour ce deuxième exercice, il souhaite « conserver le titre de Champion et « gagner les coupes nationales », pour la Ligue des champions il veut « aller au-delà de ces quarts de finale ». Comme la saison précédente, le PSG et Blanc commencent par remporter le Trophée des champions 2014 (2-0) en Chine contre l'En avant Guingamp. Le début de championnat est marqué par une large victoire (5-0) contre l'AS Saint-Étienne avec un triplé de l'attaquant suédois Zlatan Ibrahimović. Le mois de septembre est plus difficile pour Laurent Blanc et son équipe avec quatre matchs nuls dont trois où le PSG ouvre le score. La victoire au Parc des Princes contre le FC Barcelone (3-2) en C1 est une lueur d'espoir dans ce mois de septembre jugé mauvais par la presse. Le PSG réagit et réalise une série six victoires consécutives durant les mois d'octobre et de novembre. Durant cette série, Laurent Blanc bat le leader marseillais (2-0) et conforte sa deuxième place. Le mois de décembre est en revanche lui aussi plus compliqué. Lors du match retour contre le Barça, considéré comme « une finale de groupe », le PSG est défait (3-1) au Camp Nou et termine deuxième de sa poule. Le bilan de la première partie de saison n'est pas à la hauteur des objectifs fixés en début de saison : l'équipe de Laurent Blanc est troisième du championnat derrière Marseille et l'Olympique lyonnais. Blanc annonce alors que son management « sera un peu moins souple et plus dur ». Le match aller du huitième de finale « revanche » de C1 contre le Chelsea se solde par un nul (1-1) au Parc. Le retour à Londres (2-2) qualifie les Parisiens pendant les prolongations à 10 contre 11. Toute la presse française félicite « l'exploit » du PSG de Laurent Blanc et considère que son équipe est entrée dans une nouvelle ère. Le président du Paris Saint-Germain Nasser Al-Khelaïfi, ému après la qualification de son équipe, félicite Laurent Blanc pour  « sa bonne tactique et ses bons changements ». En conférence de presse, Laurent Blanc se dit « très heureux » et juge la prestation de ses joueurs comme étant « extraordinaire ». Tombé contre le FC Barcelone en quart de finale, le PSG s'incline 1-3 au Parc des Princes puis 2-0 au Camp Nou et ne crée pas l'exploit. Cette saison, le PSG garde son titre de champion de France. Le PSG conserve sa Coupe de la Ligue 2015 grâce à sa victoire face au SC Bastia (4-0). Il accède à la finale de la Coupe de France 2015 pour la treizième fois de son histoire et gagne sa neuvième face a l'AJ Auxerre (1-0).

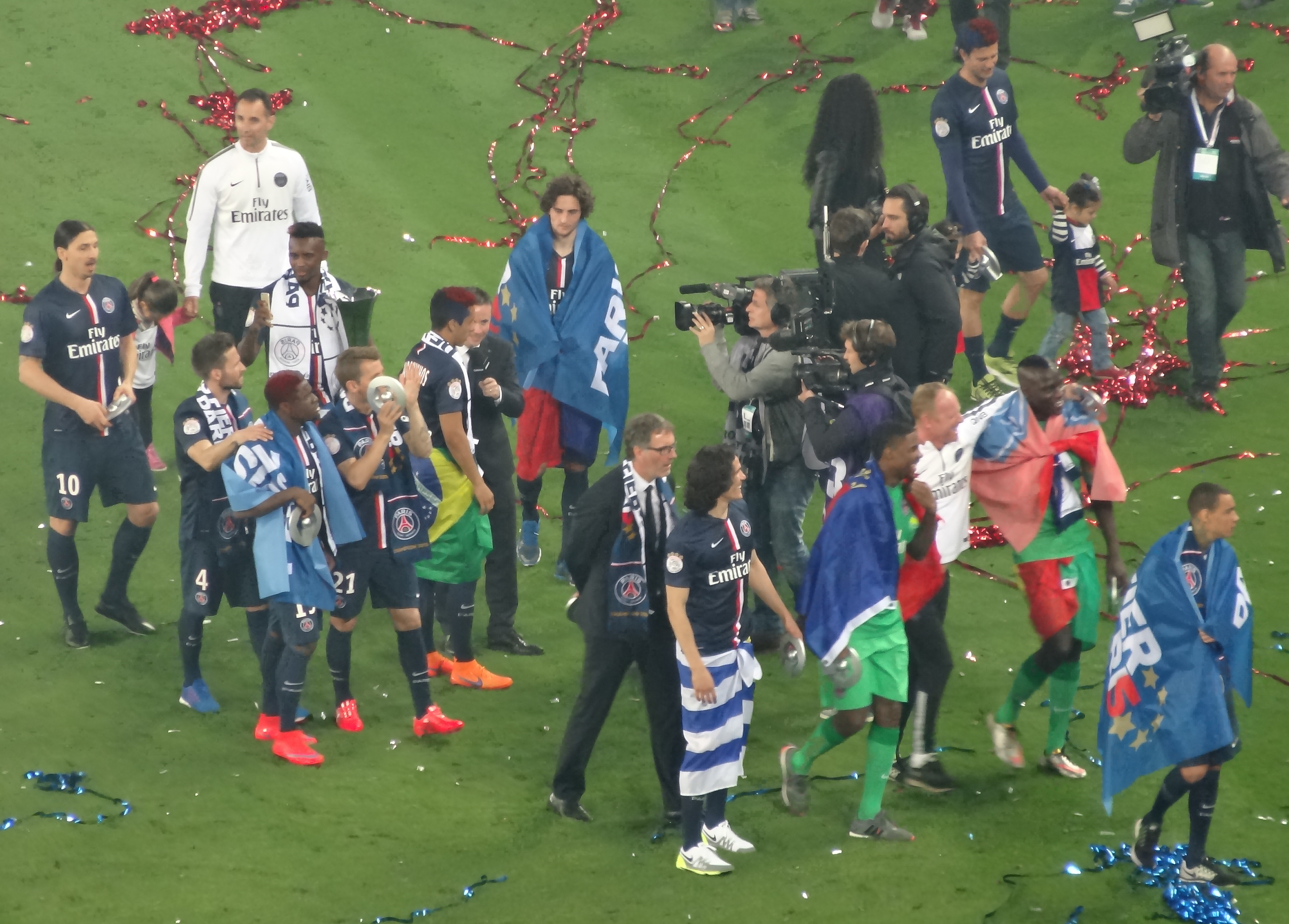
Laurent Blanc au milieu de ses joueurs, lors des célébrations du titre 2014-2015.

La saison 2015-2016 est particulièrement importante dans l'histoire du PSG, puisque le club réalise le quadruplé championnat-coupe de France-coupe de la Ligue-Trophée des champions pour la deuxième fois consécutive, une première pour un club européen professionnel. Le jeu de l'entraîneur parisien est toujours essentiellement basé sur la possession du ballon, fortement inspiré du tiki-taka barcelonais, et sur un dispositif en 4-3-3. L'objectif de l'entraîneur est toujours de remporter une des deux coupes nationales et surtout réussir à passer les quarts de finale de la Ligue des champions. Le PSG conquiert la première place du classement dès la deuxième journée et ne la lâche plus ; il remporte le titre lors de la trentième journée, record de précocité en première division française. Parallèlement en coupe de France, le club s'impose en finale contre le club le plus titré et ennemi, l'Olympique de Marseille, au terme d'une finale riche en buts (4-2). Il remporte la coupe de la Ligue face à Lille après une rencontre disputée (2-1). Le contrat de Laurent Blanc est prolongé en février 2016 pour deux ans, jusqu'en 2018. En avril, l'équipe ne parvient pas à dépasser les quarts de finale de la Ligue des champions et perd face à Manchester City. Malgré ce nouveau quadruplé, Nasser al-Khelaïfi qualifie la saison d’échec et annonce un nouveau cycle. Le 27 juin 2016, via un communiqué sur le site officiel, le club de la capitale annonce officiellement, après plusieurs rumeurs, que Laurent Blanc quitte le club,. Son indemnité de départ est estimée à 22 millions d'euros.

#### Sans club (2016-2020)
Sans club depuis son départ du PSG, Laurent Blanc reçoit d'abord énormément de propositions pour entraîner à l'étranger. Ainsi, il refuse l'Inter Milan et l'AS Roma qui le contactent en cours de saison et même la sélection des États-Unis. Des offres provenant de championnats rémunérateurs et lui proposant des contrats juteux ne retiennent pas non plus son attention. Son nom circule plus tard à la Fiorentina ou à Valence CF ainsi qu'à Manchester United, mais sans se concrétiser.
Fin 2019, alors qu'il se sent prêt à relever un nouveau défi, il espère signer à l'Olympique lyonnais qui lui préfère finalement Rudi Garcia,.
Le 29 novembre 2020, au cours d'une interview accordée à Téléfoot, il expose ses doutes sur son avenir. « Je souhaite toujours entraîner mais plus le temps passe, moins j'y crois. Je reviendrai certainement mais ce ne sera sûrement pas avec des adultes, peut-être avec des enfants. Il y a de quoi faire dans le sport amateur." S'il indique "ne rien arrêter du tout" et "ne pas faire de croix sur le terrain", il se dit inquiet par le chemin pris par le foot qui selon lui "prend une direction qui ne me plaît pas tellement mais elle est comme ça. On valorise les joueurs, non plus pour ce qu'ils font sur le terrain mais ce qu'ils génèrent comme valeur financière. Je trouve que le métier d'entraîneur est de plus en plus difficile ».

#### Al Rayyan SC (2020-2022)
Il s'engage officiellement le 19 décembre 2020 comme entraîneur d'Al Rayyan SC au Qatar. Il dirige son premier match le 23 décembre 2020, son équipe s'incline 1-0 à domicile contre l'Al-Sadd Sports Club de Xavi. Il est limogé le 13 février 2022.

#### Retour en France, à Lyon (2022-2023)
Le 9 octobre 2022, il signe officiellement avec l'Olympique lyonnais pour une durée de deux ans, soit jusqu'au 30 juin 2024. Lanterne rouge de Ligue 1 après la 4e journée, il est démis de ses fonctions le 11 septembre 2023 ; Fabio Grosso lui succède.

#### Al Ittihad Club (2024-)
Pour la saison 2024-2025, Laurent Blanc signe en Arabie saoudite à Al-Ittihad Club où il retrouve Karim Benzema qu'il a côtoyé en sélection.

## Style de jeu

### Joueur
Formé comme milieu de terrain offensif, Laurent Blanc est réputé pour ses qualités techniques, sa vision du jeu et son sens du but. Ces qualités lui permettent de se convertir en un libéro très adroit dans les relances et n'hésitant pas à monter sur les actions offensives. Son placement et sa lecture du jeu compensent une certaine lenteur et lui évitent de se lancer dans des tacles hasardeux. Durant sa carrière, Blanc a la réputation d'un joueur défendant toujours « debout » et de manière propre. Sa technique lui permet aussi de garder son sang-froid dans les situations délicates, lui donnant l'impression de toujours maîtriser son calme et de rassurer ses coéquipiers.
Joueur élégant, au port altier, il est aussi un buteur en dépit de sa position reculée sur le terrain. Si son jeu de tête est à l'origine de certains de ses buts sur corners, d'autres sont inscrits dans le cours du jeu, soit sur ses montées, soit sur des coups de pied arrêtés (penalty ou coup franc).
Très régulier, il ne connaît que très peu de passages à vide en équipe de France, devenant à la fin des années 1990 l'un des cadres les plus sûrs de l'équipe. Son rayonnement sur le terrain, sa maîtrise technique, son sang-froid ainsi que son influence sur ses coéquipiers lui valent le surnom de « Président ».
En équipe de France, Laurent Blanc est positionné demi-relayeur sous l'ère Platini, avant de se confirmer défenseur axial de la sélection sous l'ère Houllier. Dès lors, lorsque Fabien Barthez, Lilian Thuram, Laurent Blanc, Marcel Desailly et Bixente Lizarazu sont alignés ensemble sur le terrain, l'équipe de France ne perd jamais.

### Entraîneur

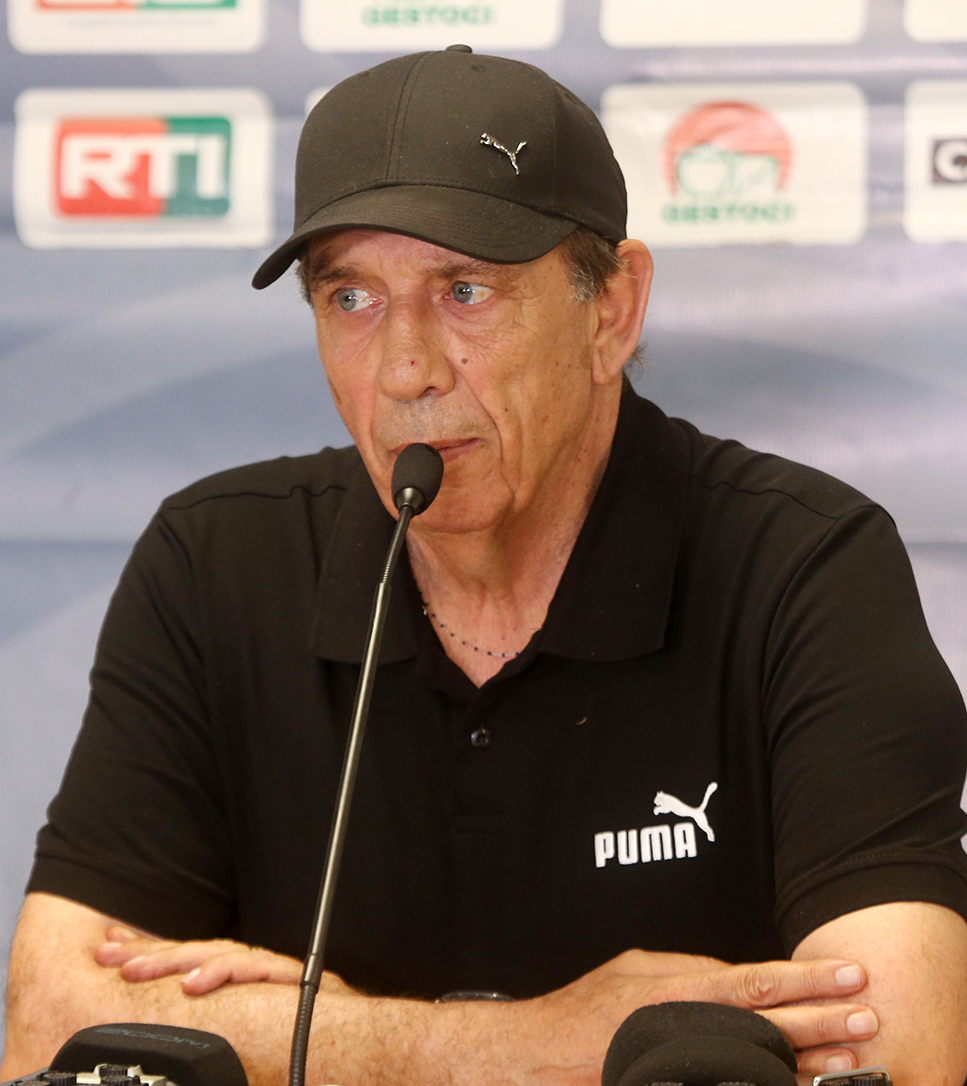
Jean-Louis Gasset, son adjoint de 2007 à 2016, dirige les séances d'entraînement.

Laurent Blanc est rarement acteur pendant les séances d’entraînement. Il prend du recul et préfère prendre les joueurs à part, lors d’entretiens individuels. Jean-Louis Gasset, son adjoint, et Claude Makelele, au PSG, assurent l’animation des séances quotidiennes et les mises en place. Blanc observe, dialogue, conseille et tranche. Pour les causeries d’avant-match, Blanc annonce la composition d’équipe et quelques consignes générales avant de laisser Jean-Louis Gasset donner les détails techniques. Gasset, c’est le côté expressif de Blanc, lui moins à l’aise pour s’exprimer devant tout un groupe. La gestion du vestiaire et des remplaçants, est le principal reproche qui est fait à Laurent Blanc.
Ses équipes pratiquent un jeu basé sur la conservation, un système fluide et travaillé, et les coups de pied arrêtés. Sur ce point, il déclare lors de son passage aux Girondins : « Ils ont une grande importance dans le football moderne ». Laurent Blanc fait toujours référence au style de jeu du FC Barcelone. « Je veux que mon équipe produise du jeu et cherche toujours à jouer. Nous ne devons pas calculer ». Il apprécie particulièrement les redoublements de passes et le jeu en triangle dans les petits espaces. À Bordeaux, les séances d’entraînement sont essentiellement basées sur la conservation du ballon.
À Bordeaux, Blanc initie son jeu de possession. Les défenseurs latéraux Matthieu Chalmé et Benoît Trémoulinas apportent énormément de solutions offensives et il adopte un milieu de terrain en losange avec Yoann Gourcuff qui rayonne en numéro 10. Dès son arrivée à Paris, il délaisse le 4-4-2 d’Ancelotti pour un 4-3-3 inventif, basé sur le trio Motta-Verratti-Matuidi au milieu de terrain et avec Ibrahimovic en attaquant de pointe.

## Statistiques

### Statistiques de joueur
Laurent Blanc compte 97 sélections et 16 buts en équipe de France entre 1989 et 2000.
| Saison                | Club                   | Championnat           | Championnat | Championnat | Coupe nationale | Coupe nationale | Coupe de la Ligue | Coupe de la Ligue | Supercoupe | Supercoupe | Compétition(s) continentale(s) | Compétition(s) continentale(s) | Compétition(s) continentale(s) | France | France | Total | Total |
| Saison                | Club                   | Division              | M.          | B.          | M.              | B.              | M.                | B.                | M.         | B.         | Comp.                          | M.                             | B.                             | M.     | B.     | M.    | B.    |
| 1983-1984             | Montpellier PSC        | D2                    | 20          | 0           | -               | -               | -                 | -                 | -          | -          | -                              | -                              | -                              | -      | -      | 20    | 0     |
| 1984-1985             | Montpellier PSC        | D2                    | 32          | 5           | 3               | 0               | -                 | -                 | -          | -          | -                              | -                              | -                              | -      | -      | 35    | 5     |
| 1985-1986             | Montpellier PSC        | D2                    | 30          | 6           | 4               | 0               | -                 | -                 | -          | -          | -                              | -                              | -                              | -      | -      | 34    | 6     |
| 1986-1987             | Montpellier PSC        | D2                    | 34          | 18          | 2               | 2               | -                 | -                 | -          | -          | -                              | -                              | -                              | -      | -      | 36    | 20    |
| 1987-1988             | Montpellier PSC        | D1                    | 24          | 6           | 1               | 0               | -                 | -                 | -          | -          | -                              | -                              | -                              | -      | -      | 25    | 6     |
| 1988-1989             | Montpellier PSC        | D1                    | 35          | 15          | 3               | 1               | -                 | -                 | -          | -          | C3                             | 2                              | 0                              | 3      | 0      | 43    | 16    |
| 1989-1990             | Montpellier HSC        | D1                    | 36          | 12          | 6               | 2               | -                 | -                 | -          | -          | -                              | -                              | -                              | 7      | 2      | 49    | 16    |
| 1990-1991             | Montpellier HSC        | D1                    | 38          | 14          | 2               | 0               | -                 | -                 | -          | -          | C2                             | 6                              | 1                              | 5      | 1      | 51    | 16    |
| Sous-total            | Sous-total             | Sous-total            | 249         | 76          | 21              | 5               | -                 | -                 | -          | -          | -                              | 8                              | 1                              | 15     | 3      | 293   | 85    |
| 1991-1992             | SSC Naples             | Serie A               | 31          | 6           | 3               | 0               | -                 | -                 | -          | -          | -                              | -                              | -                              | 10     | 1      | 44    | 7     |
| 1992-1993             | Nîmes Olympique        | D1                    | 29          | 1           | 1               | 0               | -                 | -                 | -          | -          | -                              | -                              | -                              | 5      | 2      | 35    | 3     |
| 1993-1994             | AS Saint-Étienne       | D1                    | 33          | 5           | 1               | 0               | -                 | -                 | -          | -          | -                              | -                              | -                              | 7      | 1      | 41    | 6     |
| 1994-1995             | AS Saint-Étienne       | D1                    | 37          | 13          | 1               | 0               | 1                 | 0                 | -          | -          | -                              | -                              | -                              | 8      | 1      | 47    | 14    |
| Sous-total            | Sous-total             | Sous-total            | 70          | 18          | 2               | 0               | 1                 | 0                 | -          | -          | -                              | -                              | -                              | 30     | 5      | 103   | 23    |
| 1995-1996             | AJ Auxerre (prêt)      | D1                    | 23          | 2           | 6               | 2               | 2                 | 0                 | -          | -          | C3                             | 1                              | 0                              | 9      | 2      | 41    | 6     |
| 1996-1997             | FC Barcelone           | PD                    | 28          | 1           | 4               | 0               | -                 | -                 | 1          | 0          | C2                             | 5                              | 0                              | 7      | 1      | 45    | 2     |
| 1997-1998             | Olympique de Marseille | D1                    | 31          | 11          | 2               | 0               | 3                 | 2                 | -          | -          | -                              | -                              | -                              | 13     | 3      | 49    | 16    |
| 1998-1999             | Olympique de Marseille | D1                    | 32          | 2           | 1               | 0               | 1                 | 0                 | -          | -          | C3                             | 10                             | 1                              | 7      | 0      | 51    | 3     |
| Sous-total            | Sous-total             | Sous-total            | 63          | 13          | 3               | 0               | 4                 | 2                 | -          | -          | -                              | 10                             | 1                              | 36     | 6      | 116   | 22    |
| 1999-2000             | Inter Milan            | Serie A               | 34+1        | 3+0         | 7               | 0               | -                 | -                 | -          | -          | -                              | -                              | -                              | 14     | 2      | 56    | 5     |
| 2000-2001             | Inter Milan            | Serie A               | 33          | 3           | 2               | 0               | -                 | -                 | -          | -          | C1+C3                          | 2+7                            | 0+0                            | 2      | 0      | 46    | 3     |
| Sous-total            | Sous-total             | Sous-total            | 68          | 6           | 9               | 0               | -                 | -                 | -          | -          | -                              | 9                              | 0                              | 16     | 2      | 102   | 8     |
| 2001-2002             | Manchester United      | PL                    | 29          | 1           | 2               | 0               | -                 | -                 | -          | -          | C1                             | 15                             | 2                              | -      | -      | 46    | 3     |
| 2002-2003             | Manchester United      | PL                    | 19          | 0           | 1               | 0               | -                 | -                 | -          | -          | C1                             | 9                              | 1                              | -      | -      | 29    | 1     |
| Sous-total            | Sous-total             | Sous-total            | 48          | 1           | 3               | 0               | -                 | -                 | -          | -          | -                              | 24                             | 3                              | -      | -      | 75    | 4     |
| Total sur la carrière | Total sur la carrière  | Total sur la carrière | 609         | 124         | 52              | 7               | 7                 | 2                 | 1          | 0          | -                              | 57                             | 5                              | 97     | 16     | 823   | 154   |

### Buts internationaux
| Buts internationaux de Laurent Blanc | Buts internationaux de Laurent Blanc | Buts internationaux de Laurent Blanc                | Buts internationaux de Laurent Blanc | Buts internationaux de Laurent Blanc | Buts internationaux de Laurent Blanc         | Buts internationaux de Laurent Blanc | Buts internationaux de Laurent Blanc | Buts internationaux de Laurent Blanc | Buts internationaux de Laurent Blanc |
| #                                    | Date                                 | Lieu                                                | Adversaire                           | Résultat                             | Compétition                                  | Détail                               | Détail                               | Détail                               | Sél.                                 |
| ------------------------------------ | ------------------------------------ | --------------------------------------------------- | ------------------------------------ | ------------------------------------ | -------------------------------------------- | ------------------------------------ | ------------------------------------ | ------------------------------------ | ------------------------------------ |
| 1er                                  | 18 novembre 1989                     | Stadium, Toulouse, France                           | Chypre                               | V 2 - 0                              | Éliminatoires de la Coupe du monde 1990      | 75e                                  | du pied droit                        | 2-0                                  | 6e                                   |
| 2e                                   | 21 janvier 1990                      | Stade Al-Sadaqua Walsalam (en), Koweït City, Koweït | Koweït                               | V 1 - 0                              | Match amical                                 | 74e                                  | de la tête                           | 1-0                                  | 7e                                   |
| 3e                                   | 20 février 1991                      | Parc des Princes, Paris, France                     | Espagne                              | V 3 - 1                              | Éliminatoires de l'Euro 1992                 | 77e                                  | de la tête                           | 3-1                                  | 14e                                  |
| 4e                                   | 14 août 1991                         | Stade municipal, Poznań, Pologne                    | Pologne                              | V 5 - 1                              | Match amical                                 | 70e                                  | du pied droit                        | 4-1                                  | 16e                                  |
| 5e                                   | 17 février 1993                      | Stade Ramat Gan, Tel Aviv, Israël                   | Israël                               | V 4 - 0                              | Éliminatoires de la Coupe du monde 1994      | 62e                                  | de la tête                           | 2-0                                  | 28e                                  |
| 6e                                   | 17 février 1993                      | Stade Ramat Gan, Tel Aviv, Israël                   | Israël                               | V 4 - 0                              | Éliminatoires de la Coupe du monde 1994      | 84e                                  | du pied droit                        | 3-0                                  | 28e                                  |
| 7e                                   | 8 septembre 1993                     | Stade Ratina, Tampere, Finlande                     | Finlande                             | V 2 - 0                              | Éliminatoires de la Coupe du monde 1994      | 47e                                  | de la tête                           | 1-0                                  | 33e                                  |
| 8e                                   | 26 avril 1995                        | Stade de la Beaujoire, Nantes, France               | Slovaquie                            | V 4 - 0                              | Éliminatoires de l'Euro 1996                 | 58e                                  | du pied gauche                       | 3-0                                  | 45e                                  |
| 9e                                   | 1er juin 1996                        | Gottlieb-Daimler-Stadion, Stuttgart, Allemagne      | Allemagne                            | V 1 - 0                              | Match amical                                 | 6e                                   | de la tête                           | 1-0                                  | 48e                                  |
| 10e                                  | 18 juin 1996                         | St James' Park, Newcastle, Angleterre               | Bulgarie                             | V 3 - 1                              | Premier tour de l'Euro 1996                  | 20e                                  | de la tête                           | 1-0                                  | 52e                                  |
| 11e                                  | 9 octobre 1996                       | Parc des Princes, Paris, France                     | Turquie                              | V 4 - 0                              | Match amical                                 | 33e                                  | du pied droit                        | 1-0                                  | 56e                                  |
| 12e                                  | 25 février 1998                      | Stade Vélodrome, Marseille, France                  | Norvège                              | N 3 - 3                              | Match amical                                 | 23e                                  | de la tête                           | 1-1                                  | 65e                                  |
| 13e                                  | 29 mai 1998                          | Stade Mohammed-V, Casablanca, Maroc                 | Maroc                                | N 2 - 2 5-6 t.a.b                    | Tournoi Hassan II 1998                       | 23e                                  | de la tête                           | 1-1                                  | 68e                                  |
| 14e                                  | 28 juin 1998                         | Stade Bollaert, Lens, France                        | Paraguay                             | V 1 - 0 b.e.o                        | Huitième de finale de la Coupe du monde 1998 | 113e                                 | du pied droit                        | 1-0                                  | 72e                                  |
| 15e                                  | 26 avril 2000                        | Stade de France, Saint-Denis, France                | Slovénie                             | V 3 - 2                              | Match amical                                 | 77e                                  | de la tête                           | 2-2                                  | 88e                                  |
| 16e                                  | 11 juin 2000                         | Stade Jan-Breydel, Bruges, Belgique                 | Danemark                             | V 3 - 0                              | Premier tour de l'Euro 2000                  | 16e                                  | du pied droit                        | 1-0                                  | 91e                                  |

### Matchs internationaux
| Matchs internationaux de Laurent Blanc | Matchs internationaux de Laurent Blanc | Matchs internationaux de Laurent Blanc              | Matchs internationaux de Laurent Blanc | Matchs internationaux de Laurent Blanc | Matchs internationaux de Laurent Blanc       | Matchs internationaux de Laurent Blanc                                   |
| #                                      | Date                                   | Lieu                                                | Adversaire                             | Résultat                               | Compétition                                  | Notes                                                                    |
| -------------------------------------- | -------------------------------------- | --------------------------------------------------- | -------------------------------------- | -------------------------------------- | -------------------------------------------- | ------------------------------------------------------------------------ |
| 1                                      | 7 février 1989                         | Dalymount Park, Dublin, Irlande                     | République d'Irlande                   | N 0 - 0                                | Match amical                                 | Titulaire, remplacé par Philippe Vercruysse à la 67e minute.             |
| 2                                      | 8 mars 1989                            | Hampden Park, Glasgow, Écosse                       | Écosse                                 | D 0 - 2                                | Éliminatoires de la Coupe du monde 1990      | Titulaire.                                                               |
| 3                                      | 29 avril 1989                          | Parc des Princes, Paris, France                     | Yougoslavie                            | N 0 - 0                                | Éliminatoires de la Coupe du monde 1990      | Titulaire.                                                               |
| 4                                      | 16 août 1989                           | Malmö Stadion, Malmö, Suède                         | Suède                                  | V 4 - 2                                | Match amical                                 | Entre en jeu à la place de Jean-Marc Ferreri à la 70e minute.            |
| 5                                      | 5 septembre 1989                       | Ullevaal Stadion, Oslo, Norvège                     | Norvège                                | N 1 - 1                                | Éliminatoires de la Coupe du monde 1990      | Entre en jeu à la place de Jean-Marc Ferreri à la 75e minute.            |
| 6                                      | 18 novembre 1989                       | Stadium, Toulouse, France                           | Chypre                                 | V 2 - 0                                | Éliminatoires de la Coupe du monde 1990      | Entre en jeu à la place de Christian Perez à la 17e minute, puis buteur. |
| 7                                      | 21 janvier 1990                        | Stade Al-Sadaqua Walsalam (en), Koweït City, Koweït | Koweït                                 | V 1 - 0                                | Tournoi du Koweït                            | Titulaire et buteur.                                                     |
| 8                                      | 24 janvier 1990                        | Stade Al-Sadaqua Walsalam (en), Koweït City, Koweït | Allemagne de l'Est                     | V 3 - 0                                | Tournoi du Koweït                            | Titulaire, remplacé par Marcel Dib à la 84e minute.                      |
| 9                                      | 28 février 1990                        | Stade de la Mosson, Montpellier, France             | Allemagne de l'Ouest                   | V 2 - 1                                | Match amical                                 | Entre en jeu à la place de Basile Boli à la 49e minute.                  |
| 10                                     | 28 mars 1990                           | Népstadion, Budapest, Hongrie                       | Hongrie                                | V 3 - 1                                | Match amical                                 | Entre en jeu à la place de Franck Sauzée à la 79e minute.                |
| 11                                     | 5 septembre 1990                       | Laugardalsvöllur, Reykjavik, Islande                | Islande                                | V 2 - 1                                | Éliminatoires de l'Euro 1992                 | Titulaire, remplacé par Jean-Philippe Durand à la 76e minute.            |
| 12                                     | 13 octobre 1990                        | Parc des Princes, Paris, France                     | Tchécoslovaquie                        | V 2 - 1                                | Éliminatoires de l'Euro 1992                 | Titulaire.                                                               |
| 13                                     | 17 novembre 1990                       | Stade Qemal-Stafa, Tirana, Albanie                  | Albanie                                | V 1 - 0                                | Éliminatoires de l'Euro 1992                 | Titulaire.                                                               |
| 14                                     | 20 février 1991                        | Parc des Princes, Paris, France                     | Espagne                                | V 3 - 1                                | Éliminatoires de l'Euro 1992                 | Titulaire et buteur.                                                     |
| 15                                     | 30 mars 1991                           | Parc des Princes, Paris, France                     | Albanie                                | V 5 - 0                                | Éliminatoires de l'Euro 1992                 | Titulaire.                                                               |
| 16                                     | 14 août 1991                           | Stade municipal, Poznań, Pologne                    | Pologne                                | V 5 - 1                                | Match amical                                 | Titulaire et buteur.                                                     |
| 17                                     | 4 septembre 1991                       | Tehelné pole, Bratislava, Tchécoslovaquie           | Tchécoslovaquie                        | V 2 - 1                                | Éliminatoires de l'Euro 1992                 | Titulaire.                                                               |
| 18                                     | 12 octobre 1991                        | Stade Benito-Villamarín, Séville, Espagne           | Espagne                                | V 2 - 1                                | Éliminatoires de l'Euro 1992                 | Titulaire.                                                               |
| 19                                     | 20 novembre 1991                       | Parc des Princes, Paris, France                     | Islande                                | V 3 - 1                                | Éliminatoires de l'Euro 1992                 | Titulaire.                                                               |
| 20                                     | 19 février 1992                        | Stade de Wembley, Londres, Angleterre               | Angleterre                             | D 0 - 2                                | Match amical                                 | Titulaire.                                                               |
| 21                                     | 27 mai 1992                            | Stade olympique de la Pontaise, Lausanne, Suisse    | Suisse                                 | D 1 - 2                                | Match amical                                 | Titulaire.                                                               |
| 22                                     | 5 juin 1992                            | Stade Félix Bollaert, Lens, France                  | Pays-Bas                               | N 1 - 1                                | Match amical                                 | Titulaire.                                                               |
| 23                                     | 10 juin 1992                           | Stade Råsunda, Stockholm, Suède                     | Suède                                  | N 1 - 1                                | Premier tour de l'Euro 1992                  | Titulaire.                                                               |
| 24                                     | 14 juin 1992                           | Malmö Stadion, Malmö, Suède                         | Angleterre                             | N 0 - 0                                | Premier tour de l'Euro 1992                  | Titulaire.                                                               |
| 25                                     | 17 juin 1992                           | Malmö Stadion, Malmö, Suède                         | Danemark                               | D 1 - 2                                | Premier tour de l'Euro 1992                  | Titulaire.                                                               |
| 26                                     | 26 août 1992                           | Parc des Princes, Paris, France                     | Brésil                                 | D 0 - 2                                | Match amical                                 | Titulaire, remplacé par Franck Sauzée à la 65e minute.                   |
| 27                                     | 9 septembre 1992                       | Stade national Vassil-Levski, Sofia, Bulgarie       | Bulgarie                               | D 0 - 2                                | Éliminatoires de la Coupe du monde 1994      | Entre en jeu à la place de Laurent Fournier à la 61e minute.             |
| 28                                     | 17 février 1993                        | Stade Ramat Gan, Tel Aviv, Israël                   | Israël                                 | V 4 - 0                                | Éliminatoires de la Coupe du monde 1994      | Titulaire et double buteur.                                              |
| 29                                     | 27 mars 1993                           | Stade Ernst-Happel, Vienne, Autriche                | Autriche                               | V 1 - 0                                | Éliminatoires de la Coupe du monde 1994      | Titulaire.                                                               |
| 30                                     | 28 avril 1993                          | Parc des Princes, Paris, France                     | Suède                                  | V 1 - 0                                | Éliminatoires de la Coupe du monde 1994      | Titulaire.                                                               |
| 31                                     | 28 juillet 1993                        | Stade Michel-d'Ornano, Caen, France                 | Russie                                 | V 3 - 1                                | Match amical                                 | Titulaire.                                                               |
| 32                                     | 22 août 1993                           | Stade Råsunda, Solna, Suède                         | Suède                                  | N 1 - 1                                | Éliminatoires de la Coupe du monde 1994      | Titulaire.                                                               |
| 33                                     | 8 septembre 1993                       | Stade Ratina, Tampere, Finlande                     | Finlande                               | V 2 - 0                                | Éliminatoires de la Coupe du monde 1994      | Titulaire et buteur.                                                     |
| 34                                     | 13 octobre 1993                        | Parc des Princes, Paris, France                     | Israël                                 | D 2 - 3                                | Éliminatoires de la Coupe du monde 1994      | Titulaire.                                                               |
| 35                                     | 17 novembre 1993                       | Parc des Princes, Paris, France                     | Bulgarie                               | D 1 - 2                                | Éliminatoires de la Coupe du monde 1994      | Titulaire.                                                               |
| 36                                     | 25 mai 1994                            | Stade du Mémorial de l'Universiade, Kobé, Japon     | Australie                              | V 1 - 0                                | Match amical                                 | Titulaire.                                                               |
| 37                                     | 29 mai 1994                            | Stade olympique national, Tokyo, Japon              | Japon                                  | V 4 - 1                                | Match amical                                 | Titulaire.                                                               |
| 38                                     | 17 août 1994                           | Parc Lescure, Bordeaux, France                      | Tchéquie                               | N 2 - 2                                | Match amical                                 | Titulaire.                                                               |
| 39                                     | 7 septembre 1994                       | Tehelné pole, Bratislava, Slovaquie                 | Slovaquie                              | N 0 - 0                                | Éliminatoires de l'Euro 1996                 | Titulaire.                                                               |
| 40                                     | 8 octobre 1994                         | Stade Geoffroy-Guichard, Saint-Étienne, France      | Roumanie                               | N 0 - 0                                | Éliminatoires de l'Euro 1996                 | Titulaire.                                                               |
| 41                                     | 16 novembre 1994                       | Stade Górnik, Zabrze, Pologne                       | Pologne                                | N 0 - 0                                | Éliminatoires de l'Euro 1996                 | Titulaire.                                                               |
| 42                                     | 13 décembre 1994                       | Stade Hüseyin-Avni-Aker, Trabzon, Turquie           | Azerbaïdjan                            | V 2 - 0                                | Éliminatoires de l'Euro 1996                 | Titulaire.                                                               |
| 43                                     | 18 janvier 1995                        | Stadion Galgenwaard, Utrecht, Pays-Bas              | Pays-Bas                               | V 1 - 0                                | Match amical                                 | Titulaire.                                                               |
| 44                                     | 29 mars 1995                           | Stade Ramat Gan, Tel Aviv, Israël                   | Israël                                 | N 0 - 0                                | Éliminatoires de l'Euro 1996                 | Titulaire.                                                               |
| 45                                     | 26 avril 1995                          | Stade de la Beaujoire, Nantes, France               | Slovaquie                              | V 4 - 0                                | Éliminatoires de l'Euro 1996                 | Titulaire et buteur.                                                     |
| 46                                     | 22 juillet 1995                        | Ullevaal Stadion, Oslo, Norvège                     | Norvège                                | N 0 - 0                                | Match amical                                 | Titulaire.                                                               |
| 47                                     | 27 mars 1996                           | Stade Roi Baudouin, Bruxelles, Belgique             | Belgique                               | V 2 - 0                                | Match amical                                 | Titulaire.                                                               |
| 48                                     | 1er juin 1996                          | Gottlieb-Daimler-Stadion, Stuttgart, Allemagne      | Allemagne                              | V 1 - 0                                | Match amical                                 | Titulaire et buteur.                                                     |
| 49                                     | 5 juin 1996                            | Stadium Nord, Villeneuve-d'Ascq, France             | Arménie                                | V 2 - 0                                | Match amical                                 | Titulaire.                                                               |
| 50                                     | 10 juin 1996                           | St James' Park, Newcastle, Angleterre               | Roumanie                               | V 1 - 0                                | Premier tour de l'Euro 1996                  | Titulaire.                                                               |
| 51                                     | 15 juin 1996                           | Elland Road, Leeds, Angleterre                      | Espagne                                | N 1 - 1                                | Premier tour de l'Euro 1996                  | Titulaire.                                                               |
| 52                                     | 18 juin 1996                           | St James' Park, Newcastle, Angleterre               | Bulgarie                               | V 3 - 1                                | Premier tour de l'Euro 1996                  | Titulaire et buteur.                                                     |
| 53                                     | 22 juin 1996                           | Anfield, Liverpool, Angleterre                      | Pays-Bas                               | N 0 - 0 5-4 t.a.b                      | Quart de finale de l'Euro 1996               | Titulaire.                                                               |
| 54                                     | 26 juin 1996                           | Old Trafford, Manchester, Angleterre                | Tchéquie                               | N 0 - 0 5-6 t.a.b                      | Demi-finale de l'Euro 1996                   | Titulaire et capitaine.                                                  |
| 55                                     | 31 août 1996                           | Parc des Princes, Paris, France                     | Mexique                                | V 2 - 0                                | Match amical                                 | Titulaire.                                                               |
| 56                                     | 9 octobre 1996                         | Parc des Princes, Paris, France                     | Turquie                                | V 4 - 0                                | Match amical                                 | Titulaire et buteur.                                                     |
| 57                                     | 22 janvier 1997                        | Estádio 1.º de Maio (pt), Braga, Portugal           | Portugal                               | V 2 - 0                                | Match amical                                 | Titulaire.                                                               |
| 58                                     | 26 février 1997                        | Parc des Princes, Paris, France                     | Pays-Bas                               | V 2 - 1                                | Match amical                                 | Titulaire et capitaine.                                                  |
| 59                                     | 2 avril 1997                           | Parc des Princes, Paris, France                     | Suède                                  | V 1 - 0                                | Match amical                                 | Titulaire et capitaine.                                                  |
| 60                                     | 3 juin 1997                            | Stade de Gerland, Lyon, France                      | Brésil                                 | N 1 - 1                                | Tournoi de France 1997                       | Titulaire.                                                               |
| 61                                     | 7 juin 1997                            | Stade de la Mosson, Montpellier, France             | Angleterre                             | D 0 - 1                                | Tournoi de France 1997                       | Titulaire.                                                               |
| 62                                     | 11 octobre 1997                        | Stade Bollaert, Lens, France                        | Afrique du Sud                         | V 2 - 1                                | Match amical                                 | Titulaire.                                                               |
| 63                                     | 12 novembre 1997                       | Stade Geoffroy-Guichard, Saint-Étienne, France      | Écosse                                 | V 2 - 1                                | Match amical                                 | Titulaire.                                                               |
| 64                                     | 28 janvier 1998                        | Stade de France, Saint-Denis, France                | Espagne                                | V 1 - 0                                | Match amical                                 | Titulaire.                                                               |
| 65                                     | 25 février 1998                        | Stade Vélodrome, Marseille, France                  | Norvège                                | N 3 - 3                                | Match amical                                 | Titulaire et buteur.                                                     |
| 66                                     | 22 avril 1998                          | Stade Råsunda, Stockholm, Suède                     | Suède                                  | N 0 - 0                                | Match amical                                 | Titulaire.                                                               |
| 67                                     | 27 mai 1998                            | Stade Mohammed-V, Casablanca, Maroc                 | Belgique                               | V 1 - 0                                | Tournoi Hassan II 1998                       | Titulaire.                                                               |
| 68                                     | 29 mai 1998                            | Stade Mohammed-V, Casablanca, Maroc                 | Maroc                                  | N 2 - 2 5-6 t.a.b                      | Tournoi Hassan II 1998                       | Titulaire et buteur.                                                     |
| 69                                     | 5 juin 1998                            | Olympiastadion, Helsinki, Finlande                  | Finlande                               | V 1 - 0                                | Match amical                                 | Titulaire.                                                               |
| 70                                     | 12 juin 1998                           | Stade Vélodrome, Marseille, France                  | Afrique du Sud                         | V 3 - 0                                | Premier tour de la Coupe du monde 1998       | Titulaire.                                                               |
| 71                                     | 18 juin 1998                           | Stade de France, Saint-Denis, France                | Arabie saoudite                        | V 4 - 0                                | Premier tour de la Coupe du monde 1998       | Titulaire.                                                               |
| 72                                     | 28 juin 1998                           | Stade Bollaert, Lens, France                        | Paraguay                               | V 1 - 0 b.e.o                          | Huitième de finale de la Coupe du monde 1998 | Titulaire et buteur.                                                     |
| 73                                     | 3 juillet 1998                         | Stade de France, Saint-Denis, France                | Italie                                 | N 0 - 0 4-3 t.a.b                      | Quart de finale de la Coupe du monde 1998    | Titulaire.                                                               |
| 74                                     | 8 juillet 1998                         | Stade de France, Saint-Denis, France                | Croatie                                | V 2 - 1                                | Demi-finale de la Coupe du monde 1998        | Titulaire, expulsé à la 74e minute.                                      |
| 75                                     | 10 octobre 1998                        | Stade Loujniki, Moscou, Russie                      | Russie                                 | V 3 - 2                                | Éliminatoires de l'Euro 2000                 | Titulaire.                                                               |
| 76                                     | 14 octobre 1998                        | Stade de France, Saint-Denis, France                | Andorre                                | V 2 - 0                                | Éliminatoires de l'Euro 2000                 | Titulaire.                                                               |
| 77                                     | 20 janvier 1999                        | Stade Vélodrome, Marseille, France                  | Maroc                                  | V 1 - 0                                | Match amical                                 | Titulaire, remplacé par Frank Lebœuf à la 46e minute.                    |
| 78                                     | 10 février 1999                        | Stade de Wembley, Londres, Angleterre               | Angleterre                             | V 2 - 0                                | Match amical                                 | Titulaire, remplacé par Frank Lebœuf à la 46e minute.                    |
| 79                                     | 27 mars 1999                           | Stade de France, Saint-Denis, France                | Ukraine                                | N 0 - 0                                | Éliminatoires de l'Euro 2000                 | Titulaire.                                                               |
| 80                                     | 31 mars 1999                           | Stade de France, Saint-Denis, France                | Arménie                                | V 2 - 0                                | Éliminatoires de l'Euro 2000                 | Titulaire.                                                               |
| 81                                     | 5 juin 1999                            | Stade de France, Saint-Denis, France                | Russie                                 | D 2 - 3                                | Éliminatoires de l'Euro 2000                 | Titulaire.                                                               |
| 82                                     | 18 août 1999                           | Windsor Park, Belfast, Irlande du Nord              | Irlande du Nord                        | V 1 - 0                                | Match amical                                 | Titulaire et capitaine.                                                  |
| 83                                     | 4 septembre 1999                       | Olimpiski, Kiev, Ukraine                            | Ukraine                                | N 0 - 0                                | Éliminatoires de l'Euro 2000                 | Titulaire.                                                               |
| 84                                     | 8 septembre 1999                       | Stade Hrazdan, Erevan, Arménie                      | Arménie                                | V 3 - 2                                | Éliminatoires de l'Euro 2000                 | Titulaire.                                                               |
| 85                                     | 9 octobre 1999                         | Stade de France, Saint-Denis, France                | Islande                                | V 3 - 2                                | Éliminatoires de l'Euro 2000                 | Titulaire.                                                               |
| 86                                     | 23 février 2000                        | Stade de France, Saint-Denis, France                | Pologne                                | V 1 - 0                                | Match amical                                 | Titulaire, remplacé par Frank Lebœuf à la 46e minute.                    |
| 87                                     | 29 mars 2000                           | Hampden Park, Glasgow, Écosse                       | Écosse                                 | V 2 - 0                                | Match amical                                 | Titulaire.                                                               |
| 88                                     | 26 avril 2000                          | Stade de France, Saint-Denis, France                | Slovénie                               | V 3 - 2                                | Match amical                                 | Titulaire et buteur.                                                     |
| 89                                     | 28 mai 2000                            | Stade Maksimir, Zagreb, Croatie                     | Croatie                                | V 2 - 0                                | Match amical                                 | Titulaire, remplacé par Frank Lebœuf à la 75e minute.                    |
| 90                                     | 4 juin 2000                            | Stade Mohammed-V, Casablanca, Maroc                 | Japon                                  | N 2 - 2 4-2 t.a.b                      | Tournoi Hassan II 2000                       | Titulaire.                                                               |
| 91                                     | 11 juin 2000                           | Stade Jan-Breydel, Bruges, Belgique                 | Danemark                               | V 3 - 0                                | Premier tour de l'Euro 2000                  | Titulaire et buteur.                                                     |
| 92                                     | 16 juin 2000                           | Stade Jan-Breydel, Bruges, Belgique                 | Tchéquie                               | V 2 - 1                                | Premier tour de l'Euro 2000                  | Titulaire.                                                               |
| 93                                     | 25 juin 2000                           | Stade Jan-Breydel, Bruges, Belgique                 | Espagne                                | V 2 - 1                                | Quart de finale de l'Euro 2000               | Titulaire.                                                               |
| 94                                     | 28 juin 2000                           | Stade Roi Baudouin, Bruxelles, Belgique             | Portugal                               | V 2 - 1 b.e.o                          | Demi-finale de l'Euro 2000                   | Titulaire.                                                               |
| 95                                     | 2 juillet 2000                         | Stade de Feyenoord, Rotterdam, Pays-Bas             | Italie                                 | V 2 - 1 b.e.o                          | Finale de l'Euro 2000                        | Titulaire.                                                               |
| 96                                     | 16 août 2000                           | Stade Vélodrome, Marseille, France                  | Sélection FIFA                         | V 5 - 1                                | Match amical                                 | Titulaire, remplacé par Frank Lebœuf à la 51e minute.                    |
| 97                                     | 2 septembre 2000                       | Stade de France, Saint-Denis, France                | Angleterre                             | N 1 - 1                                | Match amical                                 | Titulaire, remplacé par Frank Lebœuf à la 57e minute.                    |

### Statistiques d'entraîneur
Le tableau suivant récapitule les statistiques de Laurent Blanc durant sa carrière d'entraîneur en club, au 19 août 2023.
| Saison                | Club                  | Championnat           | Championnat | Championnat | Championnat | Championnat | Coupes nationales | Coupes nationales | Coupes nationales | Coupes nationales | Coupes continentales | Coupes continentales | Coupes continentales | Coupes continentales | Coupes continentales | Supercoupe | Supercoupe | Supercoupe | Supercoupe | Total | Total | Total | Total | % Victoires |
| Saison                | Club                  | Division              | M           | V           | N           | D           | M                 | V                 | N                 | D                 | Nom                  | M                    | V                    | N                    | D                    | M          | V          | N          | D          | M     | V     | N     | D     | -           |
| --------------------- | --------------------- | --------------------- | ----------- | ----------- | ----------- | ----------- | ----------------- | ----------------- | ----------------- | ----------------- | -------------------- | -------------------- | -------------------- | -------------------- | -------------------- | ---------- | ---------- | ---------- | ---------- | ----- | ----- | ----- | ----- | ----------- |
| 2007-2008             | Girondins de Bordeaux | Ligue 1               | 38          | 22          | 9           | 7           | 5                 | 3                 | 1                 | 1                 | C3                   | 8                    | 5                    | 2                    | 1                    | -          | -          | -          | -          | 51    | 30    | 12    | 9     | 58,82 %     |
| 2008-2009             | Girondins de Bordeaux | Ligue 1               | 38          | 24          | 8           | 6           | 5                 | 4                 | 0                 | 1                 | C1+C3                | 8                    | 2                    | 2                    | 4                    | 1          | 0          | 1          | 0          | 52    | 30    | 11    | 11    | 57,69 %     |
| 2009-2010             | Girondins de Bordeaux | Ligue 1               | 38          | 19          | 7           | 12          | 7                 | 5                 | 0                 | 2                 | C1                   | 10                   | 8                    | 1                    | 1                    | 1          | 1          | 0          | 0          | 56    | 33    | 8     | 15    | 58,93 %     |
| Sous-total Bordeaux   | Sous-total Bordeaux   | Sous-total Bordeaux   | 114         | 65          | 24          | 25          | 17                | 12                | 1                 | 4                 | -                    | 26                   | 15                   | 5                    | 6                    | 2          | 1          | 1          | 0          | 159   | 93    | 31    | 35    | 58,49%      |
| 2013-2014             | Paris Saint-Germain   | Ligue 1               | 38          | 27          | 8           | 3           | 6                 | 5                 | 0                 | 1                 | C1                   | 10                   | 7                    | 1                    | 2                    | 1          | 1          | 0          | 0          | 55    | 40    | 9     | 6     | 72,72 %     |
| 2014-2015             | Paris Saint-Germain   | Ligue 1               | 38          | 24          | 11          | 3           | 10                | 10                | 0                 | 0                 | C1                   | 10                   | 4                    | 3                    | 3                    | 1          | 1          | 0          | 0          | 59    | 39    | 14    | 6     | 66,10 %     |
| 2015-2016             | Paris Saint-Germain   | Ligue 1               | 38          | 30          | 6           | 2           | 10                | 10                | 0                 | 0                 | C1                   | 10                   | 6                    | 2                    | 2                    | 1          | 1          | 0          | 0          | 59    | 47    | 8     | 4     | 79,66 %     |
| Sous-total PSG        | Sous-total PSG        | Sous-total PSG        | 114         | 81          | 25          | 8           | 26                | 25                | 0                 | 1                 | -                    | 30                   | 17                   | 6                    | 7                    | 3          | 3          | 0          | 0          | 173   | 126   | 31    | 16    | 72,83 %     |
| 2022-2023             | Olympique lyonnais    | Ligue 1               | 28          | 14          | 6           | 8           | 5                 | 4                 | 0                 | 1                 | -                    | -                    | -                    | -                    | -                    | -          | -          | -          | -          | 33    | 18    | 6     | 9     | 54,54 %     |
| 2023-2024             | Olympique lyonnais    | Ligue 1               | 4           | 0           | 1           | 3           | 0                 | 0                 | 0                 | 0                 | -                    | -                    | -                    | -                    | -                    | -          | -          | -          | -          | 4     | 0     | 1     | 3     | 0 %         |
| Sous-total lyonnais   | Sous-total lyonnais   | Sous-total lyonnais   | 30          | 14          | 7           | 9           | 5                 | 4                 | 0                 | 1                 | -                    | -                    | -                    | -                    | -                    | -          | -          | -          | -          | 35    | 18    | 7     | 12    | 45,95 %     |
| Total sur la carrière | Total sur la carrière | Total sur la carrière | 241         | 150         | 53          | 38          | 45                | 39                | 1                 | 5                 | -                    | 56                   | 32                   | 11                   | 13                   | 5          | 4          | 1          | 0          | 346   | 225   | 65    | 56    | 65,22 %     |

Le tableau suivant récapitule les statistiques de Laurent Blanc durant son mandat de sélectionneur de l'équipe de France.
| Saison      | Équipe             | Matchs | Victoires | Nuls | Défaites | Buts pour | Buts contre | Vic.%  | Nul.%  | Déf.%  |
| 2010 - 2011 | Équipe de France A | 12     | 8         | 2    | 2        | 18        | 6           | 66,7 % | 16,6 % | 16,6 % |
| 2011 - 2012 | Équipe de France A | 15     | 8         | 5    | 2        | 22        | 11          | 53,3 % | 33,3 % | 13,3 % |
| Total       |                    | 27     | 16        | 7    | 4        | 40        | 17          | 59,3%  | 25,9%  | 14,8%  |

## Palmarès

### En tant que joueur

#### En club
- avec le Montpellier HSC
  - Champion de France de Division 2 en 1987
  - Vainqueur de la Coupe de France en 1990
  - Finaliste de la Coupe Gambardella en 1984

- avec l'AJ Auxerre
  - Champion de France en 1996
  - Vainqueur de la Coupe de France en 1996

- avec le FC Barcelone
  - Vainqueur de la Supercoupe d'Espagne en 1996
  - Vainqueur de la Coupe d'Espagne en 1997
  - Vainqueur de la Coupe d'Europe des vainqueurs de coupe en 1997

- avec l'Olympique de Marseille
  - Finaliste de la Coupe de l'UEFA en 1999

- avec l'Inter Milan
  - Finaliste de la Coupe d’Italie en 2000

- avec Manchester United
  - Champion d'Angleterre en 2003

#### En équipe de France
- Finaliste du Tournoi de Toulon en 1986
- Vainqueur du Championnat d'Europe des Nations Espoirs en 1988
- Vainqueur du Tournoi du Koweït en 1990
- Vainqueur de la Coupe Kirin en 1994
- Vainqueur de la Coupe du monde en 1998
- Vainqueur du Tournoi Hassan II en 1998 et 2000
- Vainqueur du Championnat d'Europe des Nations en 2000

#### Distinctions personnelles
- Élu joueur français de l'année en 1990
- Élu Trophée d'honneur UNFP en 2004
- Élu Trophée UNFP du meilleur joueur de D2 en 1987
- Élu meilleur joueur du Championnat d'Europe Espoirs 1988[72]
- Élu 4e joueur français du siècle selon le journal L'Équipe en 2000
- Élu 21e du Top 100 des meilleurs joueurs de l'histoire de l'Euro selon le journal L'Équipe en 2016[73]
- Meilleur buteur de l'histoire du Montpellier HSC (84 buts)
- Nommé dans l'équipe type de l'Euro 1992, 1996 et 2000
- Nommé dans l'équipe type de Ligue 1 des Trophées UNFP en 1998[74] et 1999[75]
- Nommé dans l'équipe type spéciale 20 ans des Trophées UNFP en 2011
- Nommé dans le XI de légende de tous les temps de l'équipe de France selon les internautes de L'Équipe en 2020[76].
- Nommé dans l'ESM XI du mois en novembre et décembre 1997, janvier, février, novembre et décembre 1998, janvier et avril 1999[77]
- Nommé dans l'ESM XI de la saison en 1998 et 1999

#### Distinctions collectives
- Équipe européenne de l'année France Football avec l'équipe de France en 1998 et en 2000
- Oscar d'honneur UNFP avec l'équipe de France de 1998 en 1999
- Équipe de l'année World Soccer Awards avec l'équipe de France en 2000
- Trophée d'honneur UNFP avec l'équipe de France de 1998 en 2008
- Trophée d'honneur UNFP avec l'équipe de France de 2000 en 2016

#### Records
- Fait partie de l'équipe de France qui dispute 19 matchs sans défaite (entre mars 1989 et le 19 février 1992)
- Fait partie de l'équipe de France qui remporte tous les matchs des Éliminatoires du Championnat d'Europe de football 1992 (une première en Europe) en participant à toutes les victoires (une première en Europe)
- Fait partie de l'équipe de France qui dispute 30 matchs sans défaite (entre février 1994 et octobre 1996)

### En tant qu'entraîneur

#### En club
- avec les Girondins de Bordeaux
  - Championnat de France en 2009
  - Coupe de la Ligue 2009
  - Trophée des champions en 2008 et en 2009
- avec le Paris Saint-Germain
  - Championnat de France en 2014, 2015 et en 2016
  - Coupe de France en 2015 et 2016
  - Coupe de la Ligue en 2014, 2015  et 2016
  - Trophée des champions en 2013, 2014 et 2015
- avec Al-Ittihad
  - Championnat d'Arabie Saoudite en 2025

#### Distinctions personnelles
- Entraîneur français de l'année (2)
  - Vainqueur en 2009 et 2015.
- Trophée UNFP du meilleur entraîneur de Ligue 1 (3)
  - Vainqueur en 2008, 2015 et 2016.

## Décorations
- Chevalier de la Légion d'honneur (1er septembre 1998)[1]

## Télévision
- 2000 : publicité pour le Mega Mac de McDonald's avec Fabien Barthez[78]
- En 2011, il participe au spectacle des Enfoirés Dans l'œil des Enfoirés. Il joue alors le chef d'orchestre dans le tableau de l'Assasymphonie (Mozart l'Opéra Rock)[79].